# Historia de Venezuela

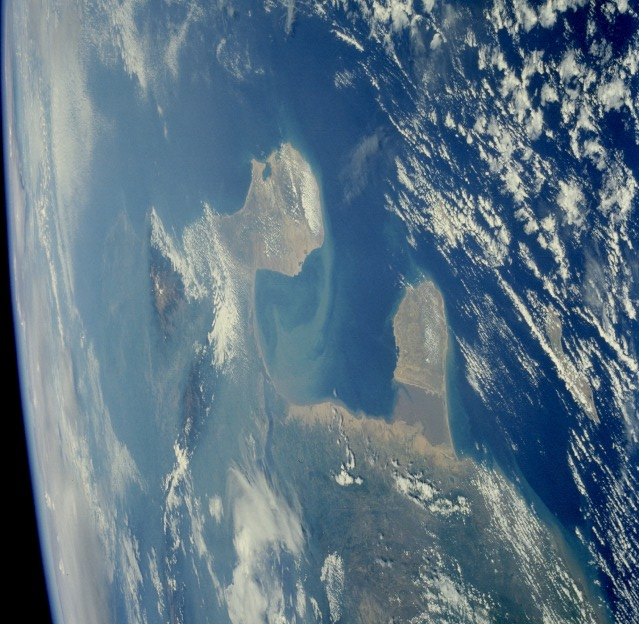
En el golfo que se aprecia en la imagen satelital, fue el lugar donde Venezuela adquirió su nombre actual hace más de quinientos años.

La historia de Venezuela se remonta al poblamiento del territorio, por las migraciones amerindias. La historia escrita de Venezuela comienza con la llegada de los primeros españoles a finales del siglo XV. Venezuela se conforma como estado en 1777 a partir de la Capitanía General de Venezuela, provincia del Imperio español que había sido fundada en 1527.
Entre 1899 y 1935, la población venezolana creció lentamente, heredando el ritmo pausado del siglo XIX

## Época precolombina

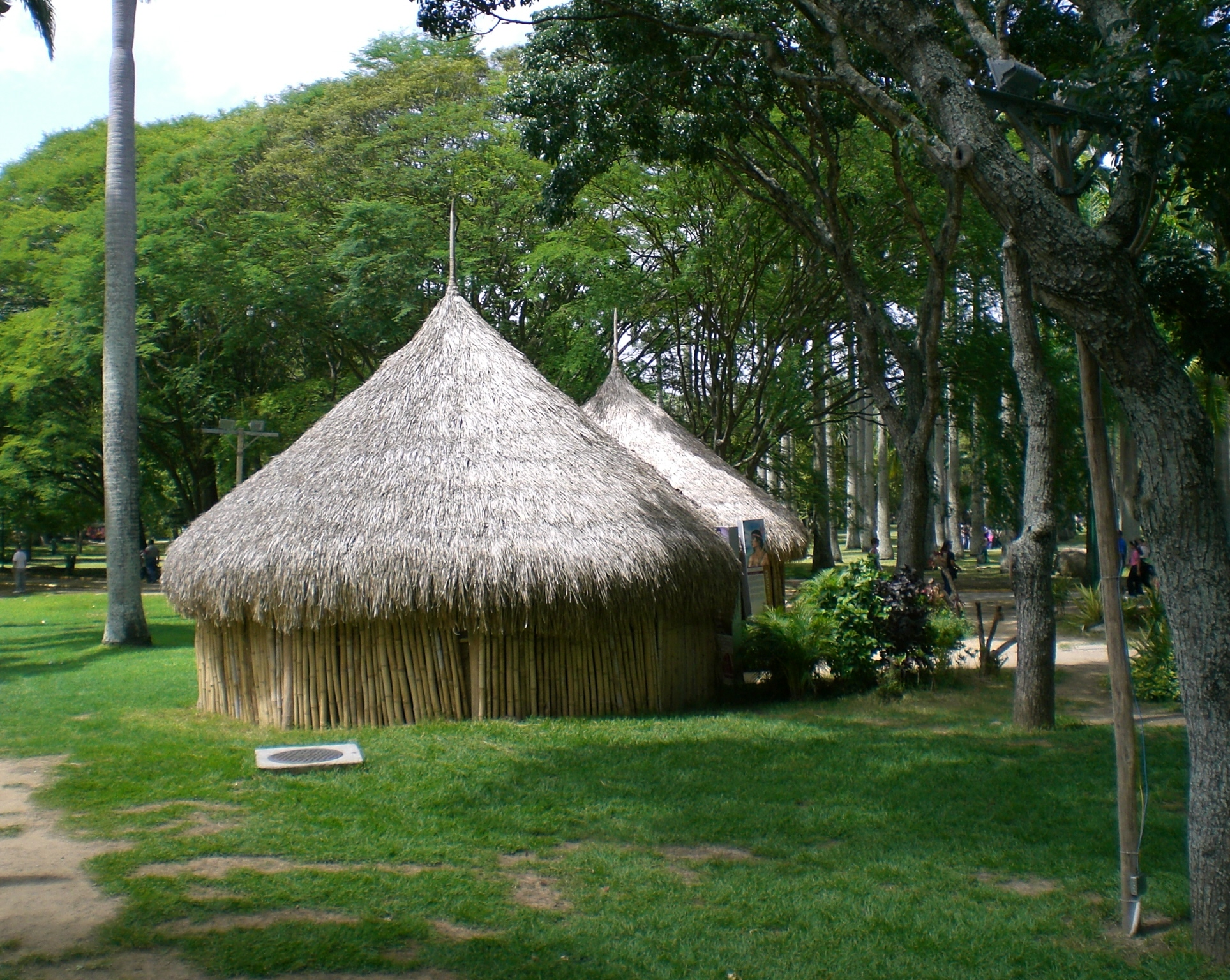
Churuata, antiguo estilo de vivienda en la época precolombina.

Se cree que el ser humano apareció en el territorio que hoy se conoce como Venezuela hace unos 30 000 años aproximadamente, proveniente del norte, los Andes y el Caribe. Desde ese instante hasta el presente se distinguen cuatro períodos: Paleoindio (15.000 a. C-5000 a. C.), mesoindio (5000 a. C.-1000 a. C.), neoindio (1000 a. C.-1500 d. C.) e indohispano (1500 hasta el presente). Los períodos paleoindio y mesoindio se caracterizaron por la elaboración de instrumentos para cazar grandes animales como el megaterio, el mastodonte y el gliptodonte; así como el posterior desarrollo de artes de pesca y la navegación hacia las islas del Caribe.

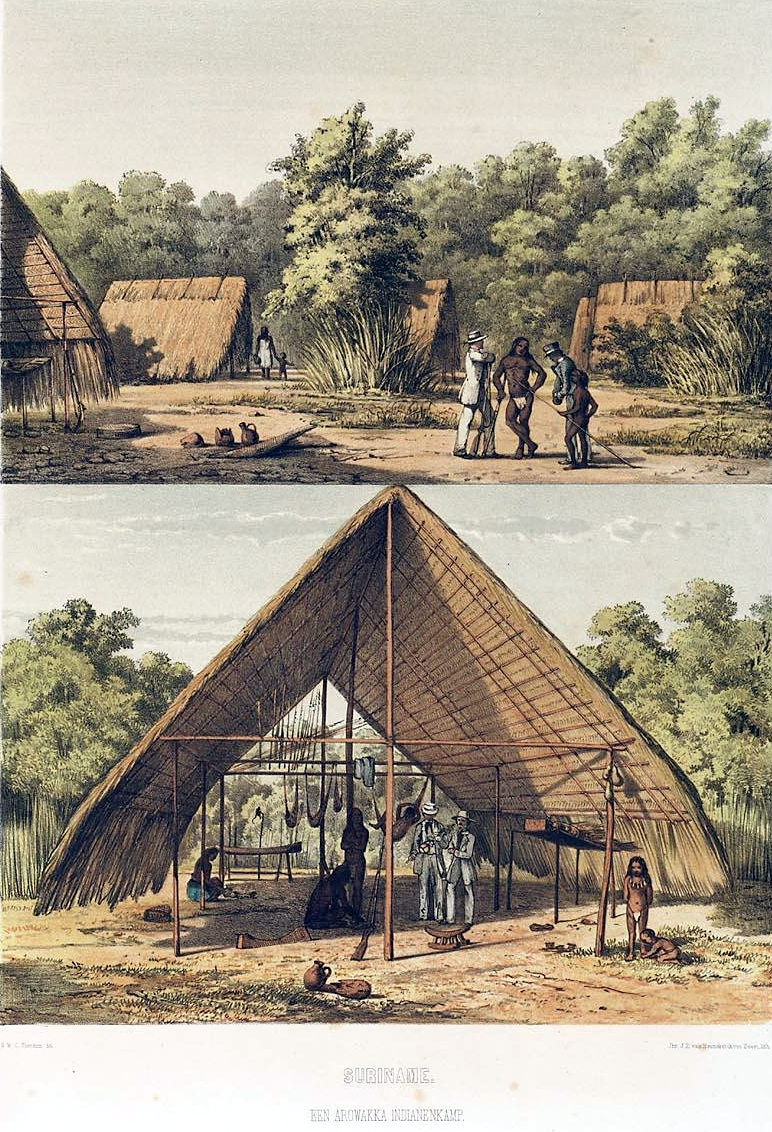
Pueblo de los arawakos, circa 1860. Lo aquí dibujado es una muestra de los asentamientos indígenas antes, durante y después de la ocupación española.

### Primeras poblaciones y período meso indio
Grupos de personas que llegan durante el Pleistoceno Tardío, posiblemente desde el Norte, comienzan a ocupar la costa septentrional del territorio. Taima-Taima, Muaco y El Jobo son algunos de los lugares que presentan restos de esta población. La presencia de estos grupos se remonta al menos al año 13000 A.C. Los humanos que vivían en lo que hoy es Falcón compartían su hábitat con una mega fauna como los megaterios, los glyptodontes y los toxodontes. La fauna de los años prehistóricos y precolombinos estaba formada en parte por dantas, tigres dientes de sable, armadillos gigantes, entre otros.
Los arqueólogos identifican un período mesoindio entre el 7000-5000 A.C. y el 1000 A.C.. En este período los grupos de cazadores de mega animales pasan a formar estructuras tribales más organizadas.

### Período indígena
El desarrollo que se produce aproximadamente a partir del 1000 A.C, pero muy diferente según las regiones, se conoce como el período Indígena. Se produce un desarrollo de la agricultura entre diversos grupos.
La población indígena al momento del primer contacto con los europeos aproximadamente eran medio millón de personas habitando lo que hoy es territorio venezolano, habría llegado, por el norte, desde la región del Calabozo; por el oeste, de los Andes, y por el norte, del Caribe. Los principales pueblos indígenas eran los chibchas en los Andes, los caribes, situados en casi todas las costas, y los arawakos, asentados en parte de las costas y más al sur, y los wayúu, o guajiros. Sin embargo, el territorio de la actual Venezuela era muy diverso lingüística y culturalmente durante el período precolombino, existe base para afirmar que los diferentes grupos indígenas pertenecían al menos a 16 grupos lingüísticos diferentes entre estas familias lingüísticas estarían presentes:
- Familia arawak
- Familia caribe
- Familia chibcha
- Familia guajibana
- Familia sáliba-piaroa
- Familia tupí
- Familia yanomami
- Familia macro-makú
- Familia jirajara
- Familia timote-cuica

Y además existe un número de pueblos indígenas que hablaban lenguas aisladas o no clasificadas, cuya filiación no se conoce con precisión (maku, pumé, sapé, uruak, warao, guamo y otomaco).
Dentro de estos grupos existía también una notable diversidad, así las familias caribe y arawak ocupaban un territorio muy extenso e incluían a pueblos que hablaban lenguas diferentes pero emparentadas entre sí dentro de cada familia. Las regiones de oriente, Guayana y centro del país así como también partes de Zulia y los llanos fueron habitados por tribus caribes que migraron de la región del Orinoco, aunque después a causa de guerras territoriales ocuparon la costa norte de Suramérica. Los arawakos provenientes de la Amazonía occidental poblaron regiones del que es hoy el estado Amazonas, en las planicies y buena parte del occidente y centro occidente del país, los waraos se encontraban en los caños de la desembocadura del río Orinoco, los Timoto-cuicas en las montañas de los Andes y también los yanomamis en las selvas del Amazonas.
Grupos chibchas provenientes de la zona hoy conocida como Colombia comienzan a entrar en territorio de los Andes venezolanos. Aparecen grupos Caquetíos en Paraguaná. También se producen pequeñas migraciones de grupos independientes que pueblan la cuenca del Orinoco y otras reducidas zonas del país. Al llegar los españoles existían en Venezuela numerosas etnias que hablaban idiomas caribes, arawakos, chibchas, tupí-guaraníes y de otras familias lingüísticas.
Los aborígenes usaban tecnologías para construir viviendas, terrazas, diques, canales de riego, etc. Habitaban comunidades nómadas, agricultores sedentarios, como los sembradores de maíz, cultivo que necesitaba de sistemas de riego y embalses para controlar el agua, había cazadores de diversos animales, recolectores de productos marinos y pescadores, los cuales utilizaban embarcaciones fabricadas con base en un tronco de un árbol caído para transportarse, no derribaban una palma si no había necesidad de ello.
Unos adecuaban el terreno montañoso para la agricultura construyendo terrazas, otros construían muros de piedra en los valles para ordenar los sembradíos. En los Llanos, pueblos originarios construyeron una red de calzadas que comunicaban aldeas, crearon campos elevados para incrementar la producción agrícola en las zonas anegadizas con lo cual lograban dominar las inundaciones en las épocas de lluvias.
No solían traer materiales de regiones lejanas para construir sus viviendas o sus herramientas, también otro tipos de materiales importantes. Casas de piedra unifamiliares en las regiones más frías, churuatas colectivas de madera y palmas reunian el grupo familiar extendido, palafitos de wayúus y waraos eran viviendas comunes apoyadas sobre pilotes en las lagunas y manglares. 
El trueque solía constituir en el intercambio de tubérculos de la montaña por frutas de tierras bajas, maíz por productos del mar, pescado salado por yuca, y así sucesivamente. Los kariña desarrollaron amplias áreas de trueque, cultivaban algodón, yuca, árboles frutales y tabaco, que cambiaban por canoas y hamacas. También producían cestería, cerámica, adornos corporales de plata, perlas, oro y carey de conchas de tortuga que encontraban en zonas distantes de su hábitat. La vestimenta variaba según la región, ya que se fabricaba con las fibras naturales disponibles, por ejemplo, atavíos de lana para el frío de los Andes y guayucos para el calor.
Se sancionaba fuertemente la acumulación de distintas riquezas en varias comunidades, ya que la propiedad era colectiva, la producción era social y no individual, en la mayoría de esas comunidades la comida solía prepararse para toda la población. Sin embargo, pretensiones territoriales de algunas poblaciones agresivas desembocaban en grandes guerras, ejércitos de hasta 40 mil hombres combatieron en la guerra entre los catuches y los teques.
En otras regiones, los warao, huyendo de los caribes dejaron su territorio ancestral, y encontraron un nuevo hogar dentro de los caños del delta del río Orinoco. La organización social variaba según la región, había algunos pueblos que se constituían en comunidades tribales, jerarquizadas, con caciques y autoridades de paz, y otras con una organización comunitaria donde sólo el chamán, curandero y guía espiritual tenía un rango superior, usaban las plantas con fines medicinales.

## Época colonial

### Primeros viajes y la Gobernación de Coquivacoa 1502
Lo que sería con el tiempo Venezuela fue avistada y recorrida inicialmente en agosto de 1498 por Cristóbal Colón quien se acerca a las bocas del río Orinoco yendo desde las islas Canarias, y recorre la costa desde la isla Trinidad hasta quizás el actual cabo de la Vela, en la península de la Guajira, al este de Colombia. Siendo ésta la primera vez que los europeos avistaban el continente, el almirante, al observar la variedad de flora y fauna, llamó a la zona "Tierra de Gracia", en clara alusión al Edén bíblico
Viajes subsiguientes como el de Alonso de Ojeda, Diego de Lepe, Cristóbal Guerra y Alonso Niño. Entre 1499 y 1502 delimitan rápidamente dos porciones de territorio para hacer de ellos gobernaciones, y ejercer jurisdicción: la una desde las bocas del Orinoco hasta el "morro de Maracapana", actualmente en la ciudad de Lechería, en la costa oriental de Venezuela, área que llega a ser conocida como la Gobernación de Cumaná, y de allí en adelante costeando hasta el cabo de la Vela sería luego hacia 1528 la Gobernación de Venezuela o Gobernación de Coquivacoa.

### Siglo XVI
En 1501 un grupo de frailes franciscanos estableció en la desembocadura del  río Cumana una misión en Puerto de Perlas la primera en el Reino de Tierra Firme del Nuevo Mundo. Esta misión fue atacada en numerosas oportunidades por los indígenas de la zona. A comienzos de ese año llegó otra expedición, compuesta de dos naves, con Rodrigo de Bastidas y Juan de la Cosa, que realizaron trueques con los indígenas.
Cumaná fue fundada en 1515, como fruto de la utopía de un puñado de frailes dominicos y franciscanos liderados por los frailes Pedro de Córdoba y Antonio de Montesinos que soñaban con una evangelización pacífica, sin la presencia de soldados y comerciantes. Cumaná es la ciudad más antigua entre las que aún están en pie, de las ciudades fundadas en tierra firme del continente americano.
Hacia 1523 el navegante genovés Giacomo Di Castiglione funda una ciudad castellana en la isla de Cubagua con el nombre de Nueva Cádiz, donde florece con  base a la enorme extracción de perlas de sus aguas y luego con el comercio esclavista de indios de toda la costa firme cercana.
Esta efímera ciudad es, sin embargo, la más sólida de cuantas se construyen en siglo XVI en Venezuela, pues toda ella está hecha de calicanto, tejas y piedra, por la riqueza que genera la explotación perlífera. Dura poco como establecimiento poblado castellano, hasta 1542, en que se la abandona en favor de la cercana Isla de Margarita, por la extinción final de los ostrales de sus aguas, y calamidades naturales como un posible terremoto y un seguido huracán en esos años. No obstante su influencia como ente irradiador de presencia castellana en el territorio y de base para expediciones al interior del mismo fue notable.
En 1526 Juan de Ampies proveniente de Santo Domingo con 60 soldados desembarca en la península de Paraguaná, donde concertó con el cacique Manaure para proseguir la trata de indígenas. A ese efecto tomó posesión de algunos terrenos favorables y en 1527 fundó la ciudad de Santa Ana de Coro, la tercera ciudad de Venezuela después de Nueva Cádiz y Cumaná. 

#### Gobernación alemana en Venezuela: Tiempo de los Welser
Carlos I le otorga la administración de Venezuela a la sociedad de los Welser de Augsburgo a cambio de fondos financieros. El rey prescribe que los Welser debían fundar una cierta cantidad de ciudades y promover la inmigración, pero estos se dedican ante todo a la búsqueda de El Dorado y la esclavización de los indios.

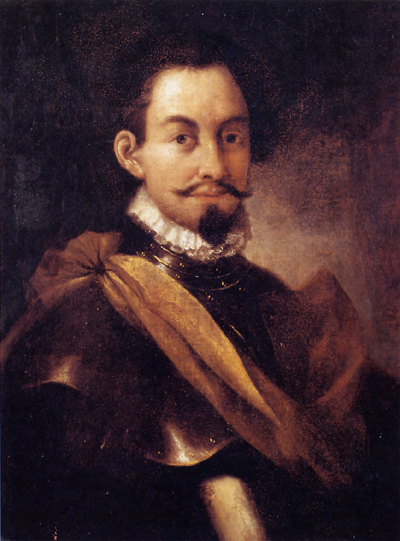
Felipe von Hutten

Ambrosio Alfinger (Ambrosius Ehinger) es el primer gobernador de la provincia de Venezuela que los Welser denominan Klein-Venedig. Llega a Coro en 1529 y le cambia el nombre a Nueva Augsbugo. Poco después organiza una expedición y  marcha hacia el Occidente. En la entrada de un lago ataca a las tribus de la zona y funda las  ciudades de Nueva Ulm (hoy Los Puertos de Altagracia)  y  Nueva Nuremberg (hoy Maracaibo).
Desde 1529 hasta 1538 los Welser registran la exportación de unos 1005 indígenas, aunque el rey Carlos I ya había prohibido la esclavitud de indios en 1528.
Las expediciones realizadas por Nicolaus Federmann, George von Speare y Felipe von Hutten significaron un gran problema para la ciudad de Coro ya que siendo estos sus gobernantes prácticamente la dejaron abandonada con las personas que allí vivían desamparados y desalentados, debido a que al ser una zona costera no era apto el terreno para la siembra y los vecinos que ahí vivían todo lo adquirían en los almacenes de los Welser a "precios abusivos". Hasta el mes de enero de el año 1545 momento en que Juan de Carvajal se presenta como un funcionario real a la sociedad existente en la dicha ciudad. Animándolos a abandonar esa tierra por una 
donde fluye un gran río, y la cual es buena para la siembra, de la que  había escuchado de algunos indios en la zona. Así fue como lograron salir los integrantes de la primera expedición, en las que había mujeres, niños y algunos animales. 
A pesar de que se presentaron múltiples opiniones negativas ya que muchos temían perder lo poco que les quedaba.Llegaron así el día 7 de Diciembre de 1545 alrededor del Valle de El Tocuyo. De la cual se lee en años posteriores por Don José Luis Cisneros: "La ciudad está fundada en un espacioso valle que forman las dos cordilleras; es un poco melancólico su cielo; su temperamento es frío; los aires son suaves y sanos; sus aguas son sanas y abundantes; la situación es hermosa...".
Se destaca que Juan de Carvajal salió de Coro junto con Juan de Villegas que había llegado a Coro en septiembre del año 1544 a quien nombró teniente de Gobernador.
Luego de que llega fracasada la expedición de los Welser se dirigen hacia El Tocuyo ya que la ciudad de Coro quedó despoblada y se le dijo a estos últimos sobre la acción que habían tomado los habitantes de la mano de Juan de Carvajal lo cual provocó la ira de Philipp von Hutten. 
Así fue como llega al lugar donde se encontraba reunido Carvajal con algunos vecinos, y desde la llegada de los expedicionarios la conversación se tornó violenta desde el principio. Ya que esta acción los dejó "siendo los Gobernadores de una ciudad deshabitada", razón por la cual von Hutten manda a sus compañeros a desarmar a los partidarios de Carvajal, alegando a que la ciudad se mantendría con los que se quisieran quedar, pero ninguno de los hombres que allí se quedaran iban a poder poner resistencia nunca a las fuerzas de von Hutten. Es así como tomaron las armas y en un momento Bartolomé Welser "el joven" reprende a Carvajal y este cae en el barro.
Juan de Carvajal se levanta después de un breve letargo y reúne a los hombres que allí se encontraban, tomaron algunas armas y salieron tras los expedicionarios alemanes entre los que también habían españoles.
Es así como se vuelven a conseguir en medio del camino y vuelven de nuevo las discusiones pero esta vez más acaloradas. Es en ese momento cuando se torno todo en una batalla campal, dando como vencedor a los de Carvajal en la que murieron Bartolomé Welser, Philipp Von Hutten y tres españoles más. Se supo de lo ocurrido debido a las denuncias que hicieron los que escaparon.
Pronto llegó la noticia a los oídos del Rey, quien en un juicio parcializado y rápido manda a la detención y ejecución de Carvajal, el cual trató de defenderse diciendo que todo lo que hizo fue en beneficio de las familias que había sacado de la decadente Coro, y por el futuro del poblado recién creado.
Al cabo de un mes y medio después de lo sucedido el Juez y futuro Gobernador Juan Pérez de Tolosa  capturó a Juan de Carvajal, quien sería juzgado el 16 de septiembre de 1546. Después de ser condenado morir en la horca, a esto se agregó la orden de que debía de ser llevado amarrado desde la cárcel hasta la plaza mayor adonde se había construido el patíbulo, el ir amarrado con sus manos puestas tras su espalda er una humillación, pues esto era solo aplicado a los criminales y asesinos, este hecho lo registró el escribano Juan Quincoces de la Llana. 
Debe decirse que al pronunciarse la sentencia, Carvajal tomó la palabra y se dirigió a las autoridades diciendo ".. que solo he sido  responsable de las muertes de esas personas y que no se culpase a nadie más...", por su parte el otro participante en esos hechos: Juan de Villegas, y que cuyo juicio se inició en julio de 1546, éste se suspendió, debido al juicio de residencia que le iniciara el Lic. Juan de Frías por el asesinato orquestado por Carvajal, Villegas estuvo encarcelado durante un mes. Finalmente fue liberado pues se pudo demostrar su culpa, ya que no hubo quien testificara en su contra. El asesinato de Philipp von Hutten por el conquistador Juan de Carvajal en 1546 llevaría a la postre al colapso de la administración de los Welser en Venezuela. 
El segoviano Juan de Villegas fundó Nuestra Señora de la Concepción de la Borburata el 24 de febrero de 1548. Ese era el puerto donde calaban los barcos europeos en el centro de la Provincia de Venezuela.  Desde allí se realizaron diferentes entradas para la conquista y colonización de los valles de Tacarigua y, posteriormente, para la penetración a los valles de los indios Caracas.

#### Segunda mitad del siglo XVI
En el 1551, el Capitán Vicente Díaz, con vecinos de  Borburata comienza a poblar el Valle del lago Tacarigua. El año de 1552, Juan de Villegas desde El Tocuyo envía a Damián del Barrio, a la provincia de Nirgua y al cabo de unos días, en las orillas del río Buría encontró una veta de oro, inmediatamente le informó a Villegas remitiéndole muestras del metal, quien le pareció buena y las llamó Real de las Minas de Buría. Vicente Diaz consolida el asentamiento de Tacarigua como como Nueva Valencia del Rey en 1553.
En 1555 piratas franceses al mando de Jean Sorel ocuparon la aldea de Borburata durante seis días. La abdicación de Carlos V en 1556 trae consigo la pérdida definitiva de los derechos de comercio para los Welser alemanes.
En 1561 Venezuela ve la llegada de Lope de Aguirre y sus marañones provenientes del Perú. Este toma primero la isla de Margarita en 1561. De allí parte hacia Borburata, donde desembarca y continúa su camino a través de Valencia hacia Barquisimeto. En ese tiempo causa terror entre las poblaciones a las que llega con sus seguidores. El 27 de octubre de 1561 llega a Barquisimeto, donde es asesinado por sus propios expedicionarios.
El siglo XVI ve el nacimiento posteriormente, de forma más o menos espasmódica y con muchas vicisitudes de ciudades castellanas definitivas y estables, tales como Coro (1527), Maracaibo (1578), Barquisimeto (1552), Mérida (1558), Trujillo (1558), El Tocuyo (1545), Barinas (1597), Caracas (1568), Cumaná (1569), Carora, La Asunción y San Tomé, en la Guayana.
Los piratas y contrabandistas, ante todo grupos británicos y franceses, pero también holandeses, azotan las zonas costeras de Venezuela por más de dos siglos. Entre los ataques más importantes figuran los de John Hawkins y Francis Drake. John Hawkins desembarca en dos ocasiones en el pueblo costero de Borburata y vende allí esclavos que había apresado en Guinea.
A fines del siglo XVI ya el orden colonial está bien establecido y funcionan en debida forma las instituciones coloniales castellanas, como el Cabildo, la Iglesia, la Real Hacienda y el régimen de encomienda indígena. En 1576 el gobernador se establece en Caracas, por su buen clima y estar defendida de piratas por la serranía costera que la separa del litoral, ciudad donde residirá, haciendo a ella en adelante la capital del país. En 1584 se mudan a Caracas contadores de la Real Hacienda y para esa época ya reside allí el obispo.
El comercio del trigo florece, así como la ganadería, la minería de extracción aurífera y la costumbre de los cueros para la exportación. Se importan esclavos para las plantaciones y el servicio doméstico.

#### Provincia de Venezuela 1527
Durante la conquista y colonización del territorio venezolano se organizan varias gobernaciones o provincias, sin continuidad en el tiempo, como las de Nueva Andalucía o Cumaná, Coro, Venezuela (o Caracas), Trinidad, Gobernación de La Grita, Nueva Extremadura o Mérida, Guayana y la efímera de Barcelona, en 1636. Cabe señalar que las mismas funcionaban independientemente.
Las provincias de Caracas, Cumaná, Guayana y Maracaibo dependen inicialmente de la Real Audiencia de Santo Domingo y luego de la Real Audiencia de Santafé de Bogotá o del Virreinato de la Nueva Granada, en diversas ocasiones, alternándose en esta función, sobre todo en el ámbito judicial, con la Real Audiencia de Santo Domingo, dependiente del Virreinato de la Nueva España.

### Siglo XVII

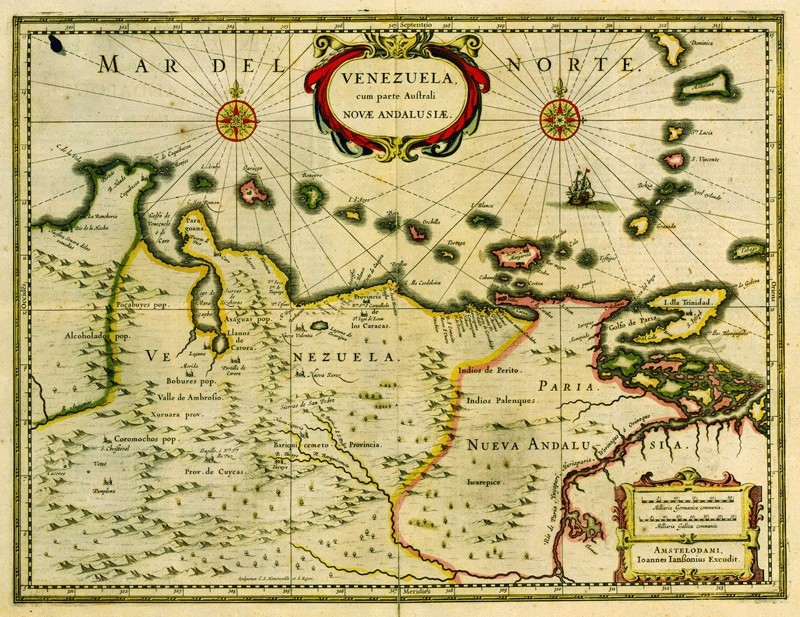
Venezuela en el siglo XVII

El siglo XVII ve el surgimiento del cacao (1615) como un gran producto de exportación, así como la caña de azúcar, el tabaco, la sal y los cueros. El trigo decae hacia el consumo interno, por aumento poblacional.
Se ordena la fundación hacia 1618 de pueblos de doctrina para recoger a los indios con lo cual se fundaron pueblos como: Turmero, Guarenas, Choroní, Petare, Baruta, La Victoria, Cagua, San Mateo, Santa Lucía, El Valle, Antímano, etc., impulsados por orden real y localmente por acción del obispo y el gobernador, acatando dicha orden.
Las ciudades costeras se fortifican ante el auge pirata. Se construyen fortalezas como la de Araya en el oriente (1622-1646), Pampatar y Santa Rosa en Margarita, San Antonio en Cumaná o San Carlos de la Barra, en la entrada del Lago de Maracaibo, del Estado Zulia. Maracaibo es asaltada por piratas en 1642, y luego repetidamente en otras ocasiones, así como Gibraltar, en el propio lago, Trujillo, Cumaná y Margarita.

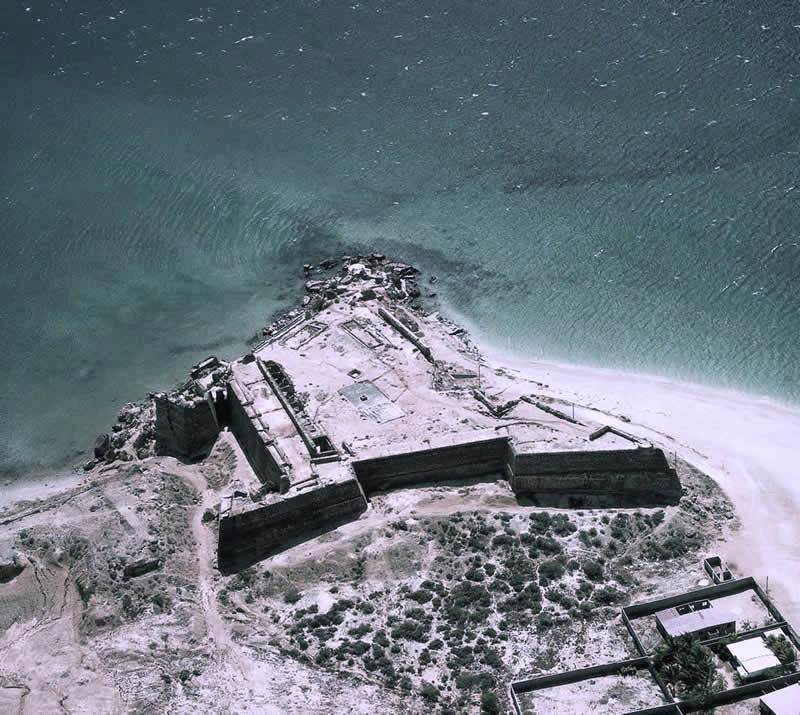
Fortaleza Real San Antonio De Arroyo, Araya, Venezuela

La Catedral del Obispado se muda en 1637 de Coro, en donde residía desde 1530, a Caracas y las misiones como institución de varias órdenes como la de los franciscanos y jesuitas comienzan a ejercer su labor pobladora, ordenadora y evangelizadora en todo el territorio, a partir de la segunda mitad del siglo XVII.
El así llamado terremoto de San Bernabé ocurrido en junio de 1641 destruye la mayor parte de las edificaciones de Caracas y poblaciones cercanas.
Enfermedades contagiosas tales como el cólera, el sarampión, la peste negra y la gripe, atacan en varias ocasiones las poblaciones castellanas, produciendo estragos entre los indios, esclavos y españoles. Una de las más graves ocurrida en 1657, que produce muchos fallecidos en Guarenas y otras ciudades.
Hacia 1780 se extingue por etapas la institución de la Encomienda de Indios.

### Siglo XVIII
En 1728 el escritor neogranadino José de Oviedo y Baños escribe Historia de la Conquista y Población de la Provincia de Venezuela, que hasta hoy es un clásico de las letras y la historia nacional. José de Oviedo y Baños nació en Santa Fe de Bogotá en 1671 y murió en Caracas en 1738.
El siglo XVIII ve la llegada de la Real Compañía Guipuzcoana, o Compañía de Caracas, que se establece en 1728 y deviene en un ente monopolizador del comercio del cacao y de la venta de productos importados directamente de España, tales como vinos, trigo, telas y hierro, eliminando tanto para los productores como para los consumidores locales la posibilidad de acceder a otro mercado, lo cual genera enormes fricciones sociales y animadversión de productores y comerciantes criollos en contra de dicha compañía, sus medidas y sobre todo, sus prácticas con respecto a la fijación de precios de las mercancías.
Sin embargo, el establecimiento de la Compañía trae también beneficios, impulsando -por su propio interés- el desarrollo o mejora de la infraestructura de puertos locales, tales como Puerto Cabello, Maracaibo, Coro y La Guaira, así como el resguardo de toda la costa desde el río Esequibo hasta la Goajira, al occidente, y su defensa en contra de contrabandistas que saboteaban su monopolio. Se requisan barcos, se revisan paquetes y caletas marinas y se crean alcabalas de aduana y control. Sus prácticas monopólicas y excluyentes produjeron varias revueltas, siendo una de ellas la liderada por el zambo Andresote, en San Felipe, en 1735. Sin embargo, la más relevante ocurrió en Barlovento, extendiéndose después hacia Caracas, entre 1748 y 1752, la cual estuvo liderada por el cosechero local de origen canario Juan Francisco de León y a la cual se plegaron todos los sectores marginados por las prácticas de la Compañía Guipuzcoana, incluyendo esclavos, pardos y canarios, por lo cual adquirió tintes de revolución social. Ambas fracasan por falta de apoyo de la élite criolla local, que decide plegarse a la Corona.
A mediados del siglo XVIII se fundan ciudades como Angostura (1764), en el Orinoco, y San Fernando de Apure (1788), y crecen otras como San Carlos, Calabozo y San Cristóbal, en los Andes.

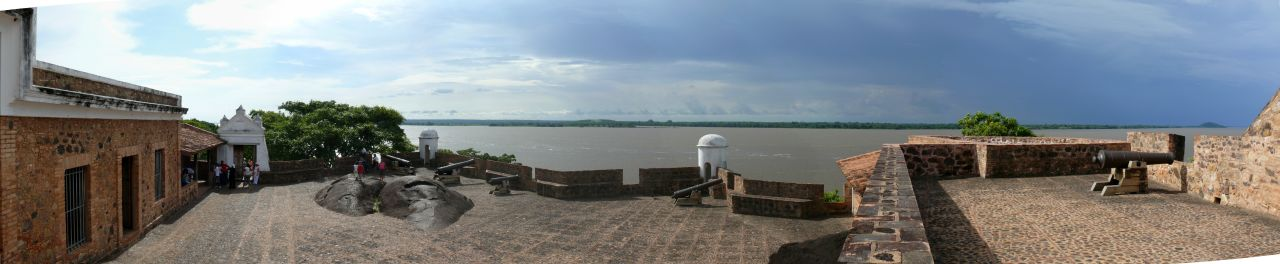
Castillo de San Diego de Alcalá, construido entre 1734 y 1747.

Los jesuitas son expulsados hacia 1766, al igual que en el resto de América por orden real. Otras Órdenes como la Orden de Agustinos Recoletos que organizaba misiones a Venezuela desde España y Filipinas, vinieron a reemplazar a los jesuitas expulsados. Esta Orden produjo la primera persona Beatificada de Venezuela, María de San José Alvarado.
En 1777 se produce la integración de las varias provincias en la así llamada Gobernación de Venezuela y luego en la Capitanía General de Venezuela, que constituye esencialmente desde entonces el actual territorio de la nación.
El libre comercio se instaura y se extingue en esa década la Compañía Guipuzcoana.
A fines de siglo se crea la Real Audiencia de Caracas, con jurisdicción judicial para conocer de los pleitos en segunda instancia, que sustituye en esa función a la antigua Audiencia de Santo Domingo.

#### Capitanía General de Venezuela 1777
Las provincias existentes para el momento de la creación y organización de la Capitanía General de Venezuela eran, aparte de la Provincia de Venezuela serían:
Provincia de Trinidad, creada en 1532, por el conquistador Antonio Sedeño, y originalmente bajo la jurisdicción de Santo Domingo, posteriormente a su incorporación a la Capitanía General, fue atacada por una flota inglesa, que obtuvo la rendición de la plaza, del gobernador de la isla, en el año 1797, y fue reconocida su ocupación por Tratado de Amiens en el año 1802.
Provincia de Nueva Andalucía, está reunió a las anteriores provincias o gobernaciones de Nueva Andalucía y Paria, en una única entidad, la misma fue originalmente dependiente de la Real Audiencia de Santo Domingo a partir del año 1569, hasta que fue sujeta a la jurisdicción del Virreinato de la Nueva Granada, de 1749 a 1777.
Provincia de Margarita, la isla fue una provincia hasta 1600, cuando pasa a depender directamente de la Corona Española hasta 1777.
Provincia de Guayana, también conocida como Provincia de Angostura, y fundada en el año 1591.
Provincia de Maracaibo, formada en 1740, con la unión de las anteriores provincias de La Grita y Mérida.
La Provincia de Venezuela o Caracas, depende siempre de la Real Audiencia de Santo Domingo, en la isla La Española, hasta 1718, cuando el nuevo régimen borbónico en España, por Real Cédula la hace depender en adelante del recién creado Virreinato de Nueva Granada. Se independiza de nuevo de este Virreinato de la Nueva Granada en el año 1742. Treinta años después se le anexan los territorios de las provincias de Maracaibo, Guayana, Cumaná, dependientes del Virreinato de la Nueva Granada, la provincia de Trinidad, dependiente de Santo Domingo y Margarita, dependiente de la Corona Española, para formar la Capitanía General de Venezuela, con capital en la ciudad de Santiago de León de Caracas, por Real Cédula emitida por el Rey Carlos III de España, el 8 de septiembre de 1777.
La autoridad de la Capitanía General abarca los asuntos de índole política, militar y económica, de todas las anteriormente señaladas provincias; sin embargo, las mismas continúan dependiendo judicialmente de la Real Audiencia de Santo Domingo, y sus gobernadores eran nombrados directamente por la Corona Española.
La influencia de Caracas como ciudad central de gobierno oficial, y residencia del Gobernador en un área que abarcaba económicamente varias otras gobernaciones como la de Nueva Andalucía, Mérida o Guayana, influye finalmente para integrar todo el conjunto de provincias y gobernaciones del área de Venezuela alrededor de la Gobernación de Caracas.
La economía colonial de Venezuela gira alrededor de la exportación de cueros, trigo, tabaco y cacao, con auges en diferentes épocas, siendo este producto, el cacao tan apreciado en el exterior por su finura, aroma y calidad que impulsa durante los dos siglos finales de la etapa colonial el desarrollo económico, y genera una casta ilustrada de descendientes de los conquistadores, conocida como los mantuanos, que basa su riqueza y poder en este producto durante esos 2 siglos.
El Imperio Español descuida y limita la promoción de la educación en sus colonias. Venezuela, al ser una provincia particularmente pobre después del colapso de la explotación de las perlas en el siglo XVII, es particularmente olvidada. Los grupos de mulatos y otros no tienen acceso a la educación siquiera básica.
En 1727 se crea la primera universidad en Venezuela, siglos después de que se hubiera hecho en México o el Perú.
En 1760 el gobernador de la provincia de Caracas le otorga un permiso al coronel de ingenieros Nicolás de Castro para introducir los estudios de matemáticas con una Academia de Geometría y Fortificación exclusivamente para sus oficiales. Manuel Centurión crea en 1761 una Academia Militar de Matemáticas. En 1763 el maestro Lorenzo Campíns y Ballester introduce una Cátedra de Medicina.

#### Evolución política y económica a finales del siglo XVIII
La fuerza militar hispana es bastante reducida para la población. Para 1777 hay en teoría unos 12000 militares para una población de unas 800 mil personas. Es así como en 1797 las tropas inglesas del general Abercromby conquistan con facilidad las islas de Trinidad y Tobago: el gobernador José María Chacón y Sánchez de Soto apenas había conseguido movilizar unos quinientos soldados mal armados en contra de una armada con 59 buques y 6750 soldados de infantería.
Varias tímidas intentonas de emancipación se producen, una de ellas liderada por el ex esclavo José Leonardo Chirino en Coro, y otra por los criollos Manuel Gual y José María España y el español Juan Bautista Picornell influenciados por las ideas de la Revolución francesa, establecidos en La Guaira, denominada la Conspiración de Gual y España. Sus cabecillas son presos y algunos ahorcados en la Plaza Mayor de Caracas en 1799.
Alexander von Humboldt informa que para el comienzo del siglo XIX Venezuela importaba productos por más de 35 millones de francos de la época y que cuatro quintas partes de esta mercancía viene de Europa. Dice que los cueros de Carora, las hamacas de Margarita y las mantas de algodón del Tocuyo son productos muy poco importantes "incluso para el mercado interno".

## Independencia

### Causas de la independencia

#### Causas internas
Dentro de las causas internas se destacaba el conocimiento de las ideas de la ilustración por los "criollos". Constituían un grupo social caracterizado por poseer un alto nivel educativo por lo que su preparación intelectual y contactos con el extranjero les permitieron conocer las ideas revolucionarias.[cita requerida]

#### Causas externas
En referente a las causas externas que dieron lugar a las causas de la independencia de Venezuela destacamos las siguientes: Las ideas de igualdad, libertad y fraternidad van a jugar una influencia decisiva en el ánimo de los criollos, además de las diversas independencias surgidas (independencia de Estados Unidos, independencia de Haití) y la Revolución Francesa.[cita requerida]
1. La revolución francesa surge en 1789, así los ideales que promulgaba esta revolución de libertad, igualdad y fraternidad llegan a las colonias. Así como la idea de, por qué no, llevar a cabo también una revolución.
2. El motivo más importante de todos fue la crisis política de la Corona Española. Francia había invadido España, obligando al rey Carlos IV y a su hijo Fernando VII a renunciar al trono a favor de Napoleón, quien puso a su hermano, José Bonaparte, como rey de España. Esto lleva a que se cree un gobierno propio en Venezuela, hasta que Fernando VII volviera al trono de España.

### Primeros pasos para la independencia de la Venezuela
A finales del siglo XVIII tienen lugar los primeros conatos independentistas en Venezuela. La primera de ellas es una rebelión armada en 1795 con José Leonardo Chirinos a la cabeza. La otra se trata de una conspiración por parte de Manuel Gual y José María España, en 1797, y es la primera de raíces populares. Ambas intentonas resultan fallidas, con sus respectivos líderes ejecutados. Francisco de Miranda, por su parte, intenta dos veces en 1806 invadir el territorio venezolano por La Vela de Coro con una expedición armada proveniente de Haití. Sus incursiones terminan en fracasos por la prédica religiosa en su contra y la indiferencia de la población.

### Independencia de Venezuela
La independencia de Venezuela se desarrolló entre 1810 y 1823. Fue marcada por dos importantes acontecimientos: La independencia de Estados Unidos de Inglaterra en 1776, abriendo camino a otras colonias como Venezuela y la revolución francesa (1789).
En 1806, el criollo Francisco de Miranda, precursor de la independencia, emprendió una expedición liberadora de Venezuela con una armada proveniente de Haití y apoyada por los británicos. En una primera ocasión el intento fue fallido. Miranda se refugió en Tobago, y pocos meses después volvió a intentarlo, logrando el éxito. 
La fecha del 19 de abril de 1810 marcó el inicio de la revolución venezolana y da inicio a la independencia de Venezuela. Vicente Emparan, para ese entonces era el Capitán General de Venezuela, fue destituido de su cargo por el Cabildo de Caracas. Ello dio paso a la formación de la Junta Suprema de Caracas, la primera forma de gobierno autónoma. La Junta gobernó hasta el 2 de marzo de 1811, día en que se instaló el Primer Congreso Nacional, ente que nombra un triunvirato compuesto por Cristóbal Mendoza, Juan Escalona y Baltasar Padrón. Meses después, el 5 de julio de ese año, se procede a declarar la independencia y el 7 de julio del mismo año, finalmente se firma el Acta de la Declaración de Independencia de Venezuela. 

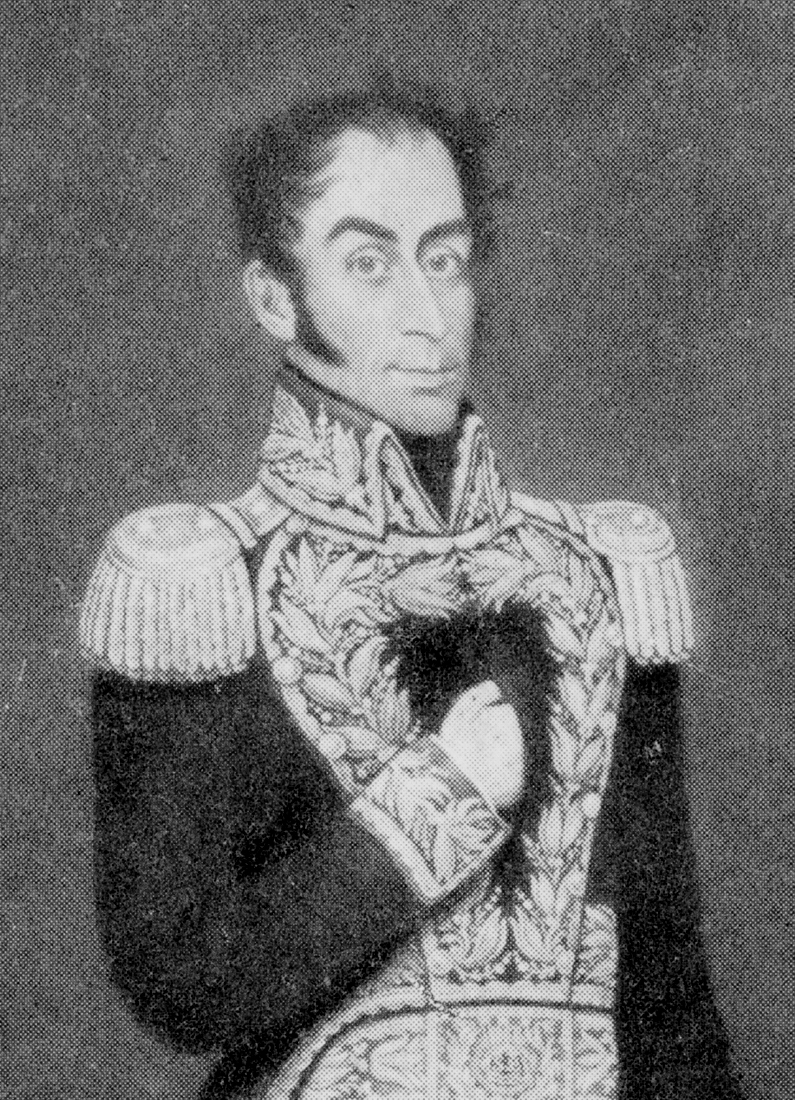
Simón Bolívar

Aun así, los ánimos estaban caldeados y muchos realistas planeaban una conspiración para regresar al estado anterior al 19 de abril de 1810, alzándose varias poblaciones con tal propósito, entre ellas Valencia, Caracas y Los Teques, con el apoyo de la guarnición de Puerto Cabello y varias tropas españolas procedentes de Maracaibo que aún permanecía en manos realistas. La ciudad de Valencia es declarada capital de la República por el Congreso Nacional el 9 de enero de 1812 luego de ser sofocada la rebelión, con el objetivo de asegurar el apego de la ciudad (al igual que el de otras importantes poblaciones dependientes, como Puerto Cabello) a los intereses independentistas. A pesar de ello, esta Primera República colapsa con la llegada de Domingo de Monteverde, quien recupera el control de la Provincia. El 25 de julio de 1812 Miranda, Comandante en Jefe del recién creado ejército, capituló en San Mateo; Simón Bolívar y otros militares entregaron a Miranda a los españoles liderados por Monteverde, quien les dio carta de salida del país.
La región occidental, junto con Atanasio Girardot y José Félix Ribas. Simón Bolívar, luego de hacer público el polémico Decreto de Guerra a Muerte, enfrentó a los realistas en cuatro batallas a lo largo de la ruta hacia Caracas. Al terminar la campaña, el 6 de agosto entró triunfalmente en Caracas, donde se le tituló como Libertador. Así se dio inicio a la Segunda República, aunque continuaron los combates en otros puntos del país. Sin embargo, al año siguiente estalló una rebelión leal a la Corona a cargo de José Tomás Boves. El violento empuje de sus tropas forzó a los seguidores de Bolívar a emprender la emigración a Oriente, seguida de la expulsión de los patriotas de tierra firme, con lo que cayó la Segunda República.
Bolívar intentó una reedición de la Campaña Admirable para rescatar la república, pero por falta de apoyo se trasladó a la colonia de Jamaica para conseguir apoyo británico, y luego a Haití. Allí se refugió el resto de los líderes patriotas. Estos planificaron una expedición a tierra firme, la cual zarpó en marzo de 1816. Luego de tomar la Isla de Margarita, los republicanos prosiguieron su gesta atacando Carúpano y Maracay. Bolívar huyó al poco tiempo. Se hizo una segunda expedición. Manuel Piar había conseguido liberar Guayana. Bolívar aprovechó esto para trasladarse allí junto con las tropas de mercenarios europeos - ante todo británicos - que llegaban a Venezuela a través de Oriente. Bolívar tomó el mando de las tropas republicanas acantonadas en Guayana y estableció la Tercera República. La rivalidad con Piar creció rápidamente y al final Bolívar mandó a aprehender a este. Al poco tiempo, Piar fue ejecutado. Por su parte, José Antonio Páez realizó importantísimas operaciones militares para liberar la región central del país al mando de sus llaneros.

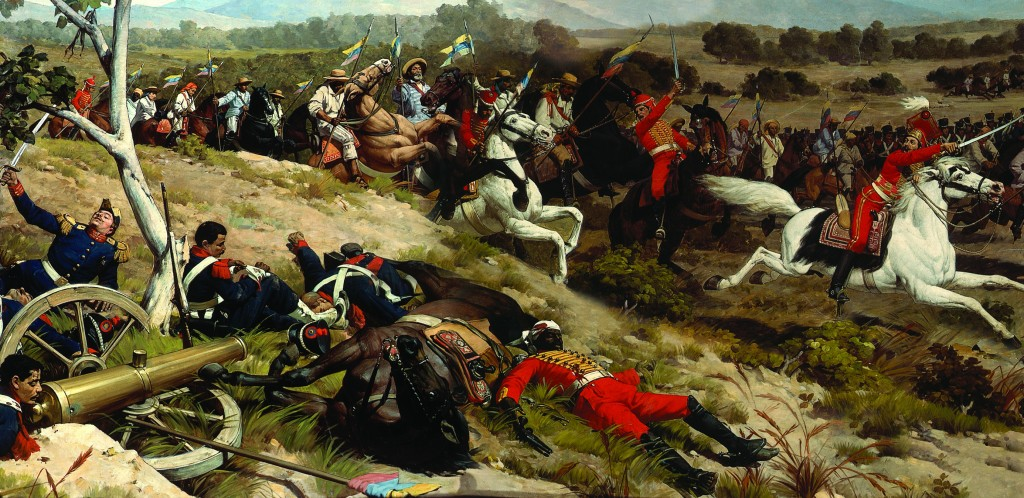
Batalla de Carabobo.

La guerra en el llano sigue hasta 1819. En febrero de ese año, Bolívar intentó la reorganización del Estado con la instalación del Congreso de Angostura, cuyo resultado es la creación de la Gran Colombia. En 1820, se firmó el Tratado de Armisticio y Regularización de la Guerra, poniendo fin a la guerra a muerte y cesando hostilidades hasta el 28 de abril de 1821. El 24 de junio de ese mismo año, Bolívar se enfrentó a Miguel de la Torre en la Batalla de Carabobo, que se salda con la victoria republicana. Esta victoria significó la liquidación de las tropas realistas en Venezuela, dejando remanentes que serían vencidos en la Batalla naval del Lago de Maracaibo en 1823.

## Gran Colombia

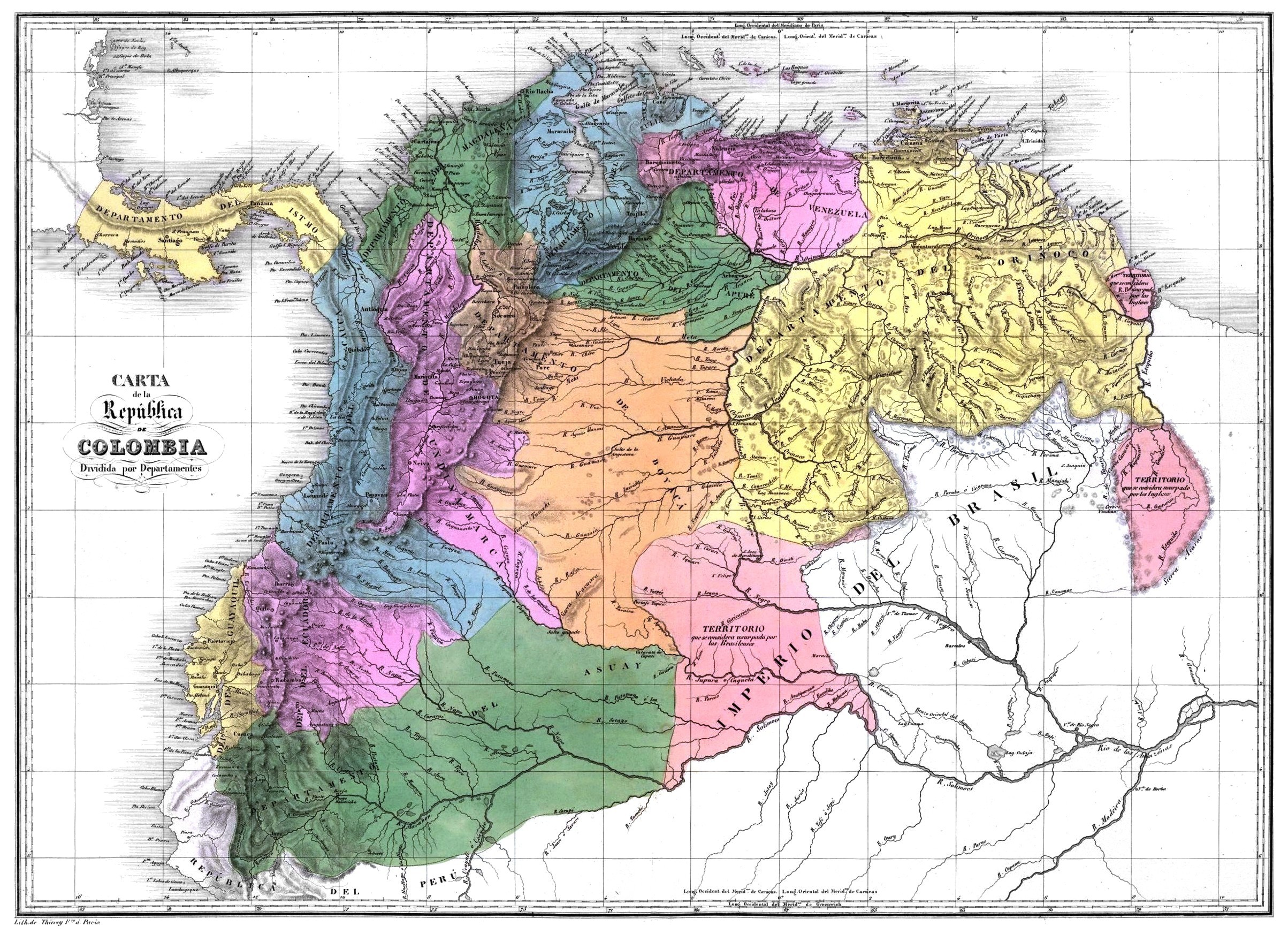
Mapa de la otrora Gran Colombia.

La República de la Gran Colombia, según la ley fundamental que la crea, integra a Venezuela con el Virreinato de Nueva Granada y la Provincia Libre de Guayaquil, a la que luego se unió la Audiencia de Quito y Panamá. El congreso elegido en Angostura se mueve a Villa del Rosario, donde se sancionó la Constitución de 1821 en agosto de 1821, y en la que se define la organización política de este Estado. Bolívar fue elegido presidente por mayoría, y Francisco de Paula Santander fue hecho vicepresidente. Bolívar continuó sus campañas de liberación por el sur, en la que propicia la liberación del Perú y la creación de Bolivia.
El nuevo Estado reguló sobre el comercio y las instituciones públicas, y también decretó la abolición de la esclavitud. Pero la discrepancia entre bolivarianos (centralistas) y santanderistas (federalistas) tensionó el orden interno. Aunado a la crisis económica, la carente infraestructura, las diferencias idiosincráticas y de intereses, y el deseo de autonomía por parte de los venezolanos para con su territorio, germinó la secesión. La Cosiata de 1826, liderada por José Antonio Páez y el dr. Miguel Peña Páez, fraguó dicha inconformidad del departamento de Venezuela con el gobierno de Bogotá. Para aquietar la convulsión, Bolívar gobernó por decreto desde 1828, pero ello no impidió la separación de Venezuela, que se manifestó finalmente en noviembre de 1829. En mayo de 1830 se instaló el Congreso de Valencia en Valencia (capital provisional del país con motivo del congreso) para tomar decisiones con respecto a los pasos a seguir por el Departamento de Venezuela en vista el creciente y continuo distanciamiento con el Gobierno Central, lo cual terminó en la separación definitiva de Venezuela de la Gran Colombia y el nacimiento del Estado de Venezuela, adoptándose una nueva constitución.

## Caudillismo y Guerra Federal

### Hegemonía conservadora

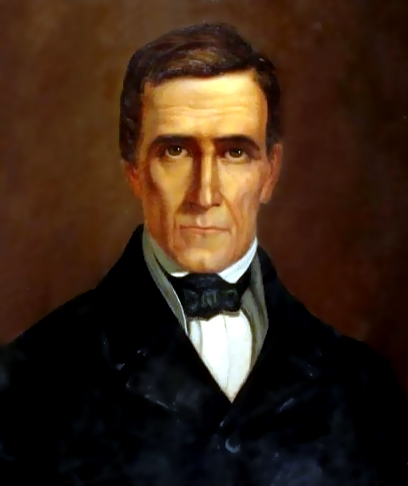
José María Vargas, Presidente de la República de 1835 a 1836.

El principal jefe político y hombre fuerte de Venezuela en sus albores como nación independiente es José Antonio Páez, quien se juramenta como Presidente el 11 de abril de 1831, y su Vicepresidente es Diego Bautista Urbaneja. En su persona se constituye el Partido Conservador, integrado en su mayoría por militares de alto rango que participaron en la Guerra de Independencia. En su mandato hay relativa paz y la economía muestra una recuperación estimulada por la Ley de Libertad de Contratos de 1834 y la masiva exportación de café.
En 1835 delega el poder en José María Vargas, el primer civil en dirigir el país. Esto último no es de gusto para los militares de pensamiento liberal, encabezados por Santiago Mariño y Pedro Carujo que se levantan en la Revolución de las Reformas para exigir la reconstitución de la Gran Colombia y el fin del poderío de una minoría de comerciantes. Entre tales oficiales hay bolivarianos sobresalientes, como el edecán del Libertador, Luis Perú de Lacroix o el granadino José María Melo, así como también un enemigo de Bolívar, Pedro Carujo. Obtienen un efímero triunfo y designan como presidente provisional a Santiago Mariño, pero llaman al general Páez con el fin de que los respaldara; sin embargo este restaura a Vargas en el gobierno y decreta amnistías a los oficiales de la revolución, muchos de los cuales sin embargo resultan desterrados.
Páez, tras haber derrotado una rebelión liberal, y luego de la presidencia de Carlos Soublette (1837-1839) vuelve a resultar electo en 1839. Afrontó la crisis económica mundial de ese año, que golpeó duramente a Venezuela, y a la creciente oposición liberal representada por Antonio Leocadio Guzmán, a la vez que iniciaba las disputas territoriales contra los británicos por la cuestión del Esequibo. Soublette fue nuevamente presidente en 1843.

### Monagato

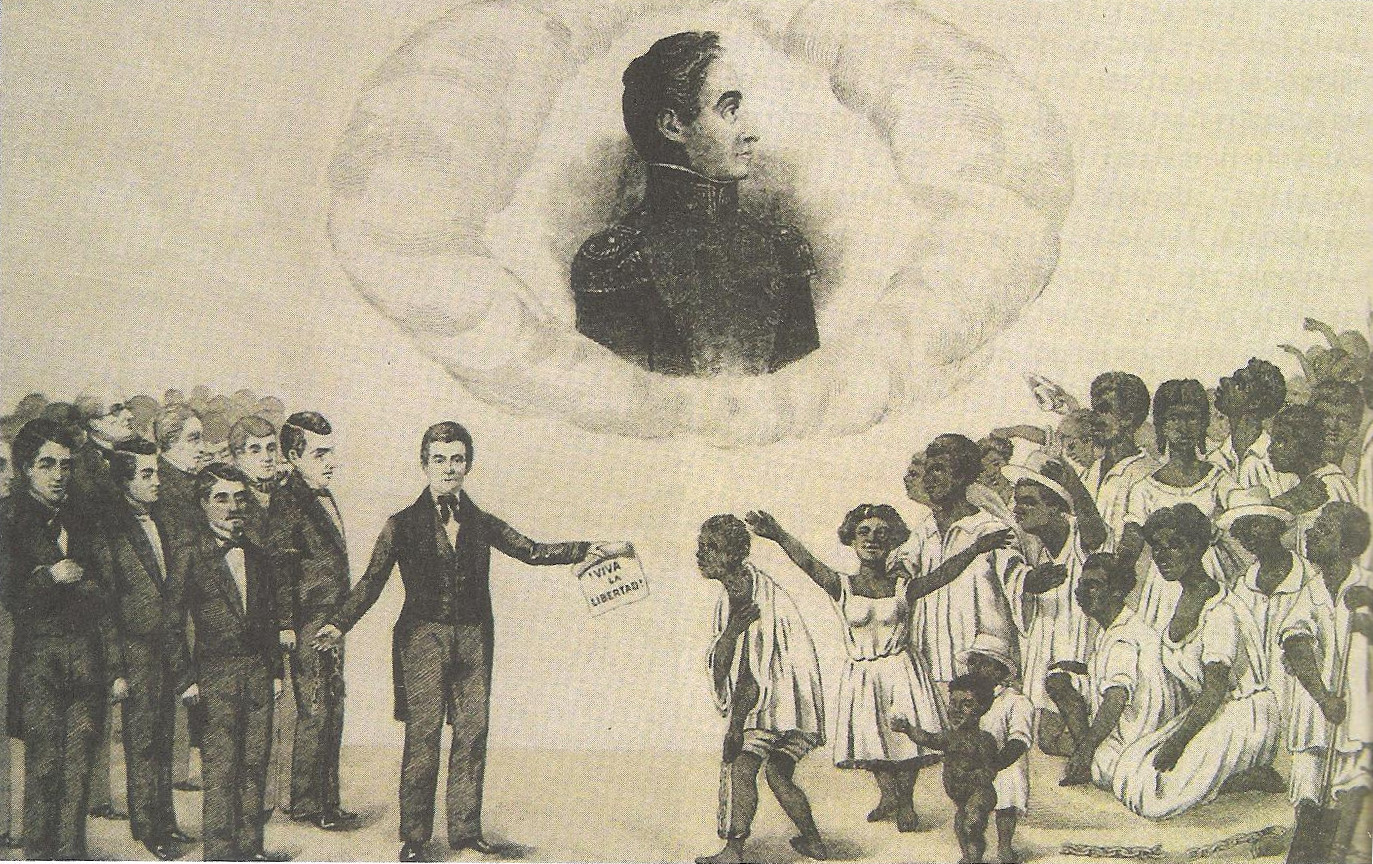
Grabado que alegoriza la abolición de la esclavitud.

En 1847 fue elegido el general José Tadeo Monagas con el apoyo de los conservadores, pero luego rompió con estos. El intento de éstos en deponerlo desembocó en el Asalto al Congreso de Venezuela de 1848. El General se aseguró de que su hermano José Gregorio Monagas fuese hecho presidente en 1851, quien proclamó la definitiva abolición de la esclavitud en 1854. José Tadeo volvió al poder en 1855, pero su régimen autoritario vio su fin en la Revolución de Marzo de 1858, comandada por Julián Castro; siendo este último nombrado como Presidente Provisional de la República en la Convención de Valencia y posteriormente en Presidente Interino, haciendo de la ciudad de Valencia nuevamente la capital provisional del país. Los decretos del nuevo gobierno crearon descontento en liberales, y la inestabilidad hizo inminente el estallido de un conflicto armado conocido como la Guerra Federal.

### Guerra Federal

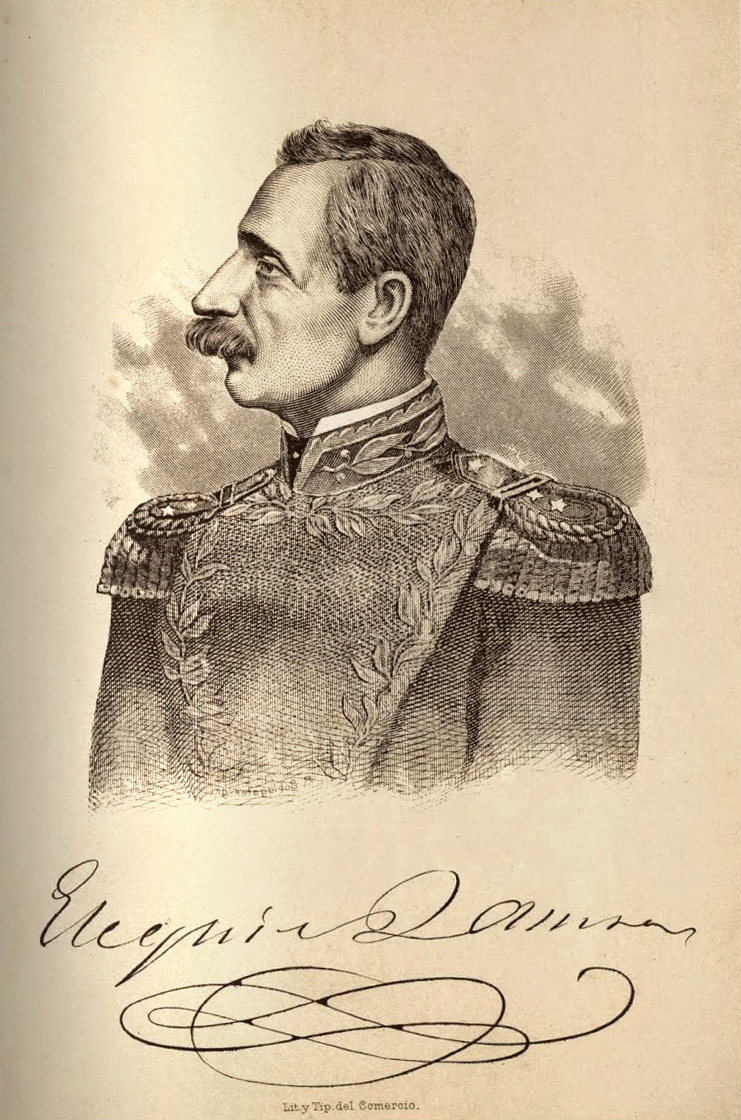
Ezequiel Zamora, líder de los federalistas en la Guerra Federal hasta su muerte en 1860.

El Grito de la Federación marca su inicio, y se desarrolla como una guerra de guerrillas. En las batallas iniciales, los federalistas liberales obtuvieron importantes triunfos, a pesar de la muerte en combate de su líder Ezequiel Zamora en 1860. Su mando es ocupado por Juan Crisóstomo Falcón. Los refuerzos y el apoyo conseguido por Falcón fortalecen a los liberales. Los enfrentamientos posteriores les dan ventaja y merman las fuerzas del gobierno centralista. Finalmente, en abril de 1863 se firma el Tratado de Coche, que significa la victoria de los liberales y su acceso al poder. No obstante este resultado, se conforman nuevos caudillismos regionales con ejército propio que mantiene el control de grandes porciones de tierra, cosa que contraria el anti-latifundismo liberal. Ese año, Falcón asume la presidencia y promulga su Decreto de Garantías que elimina la pena de muerte, cosa que es ratificada en la nueva constitución, y convirtiendo a Venezuela en el primer Estado moderno del mundo en llevarlo a práctica.

## Guzmancismo

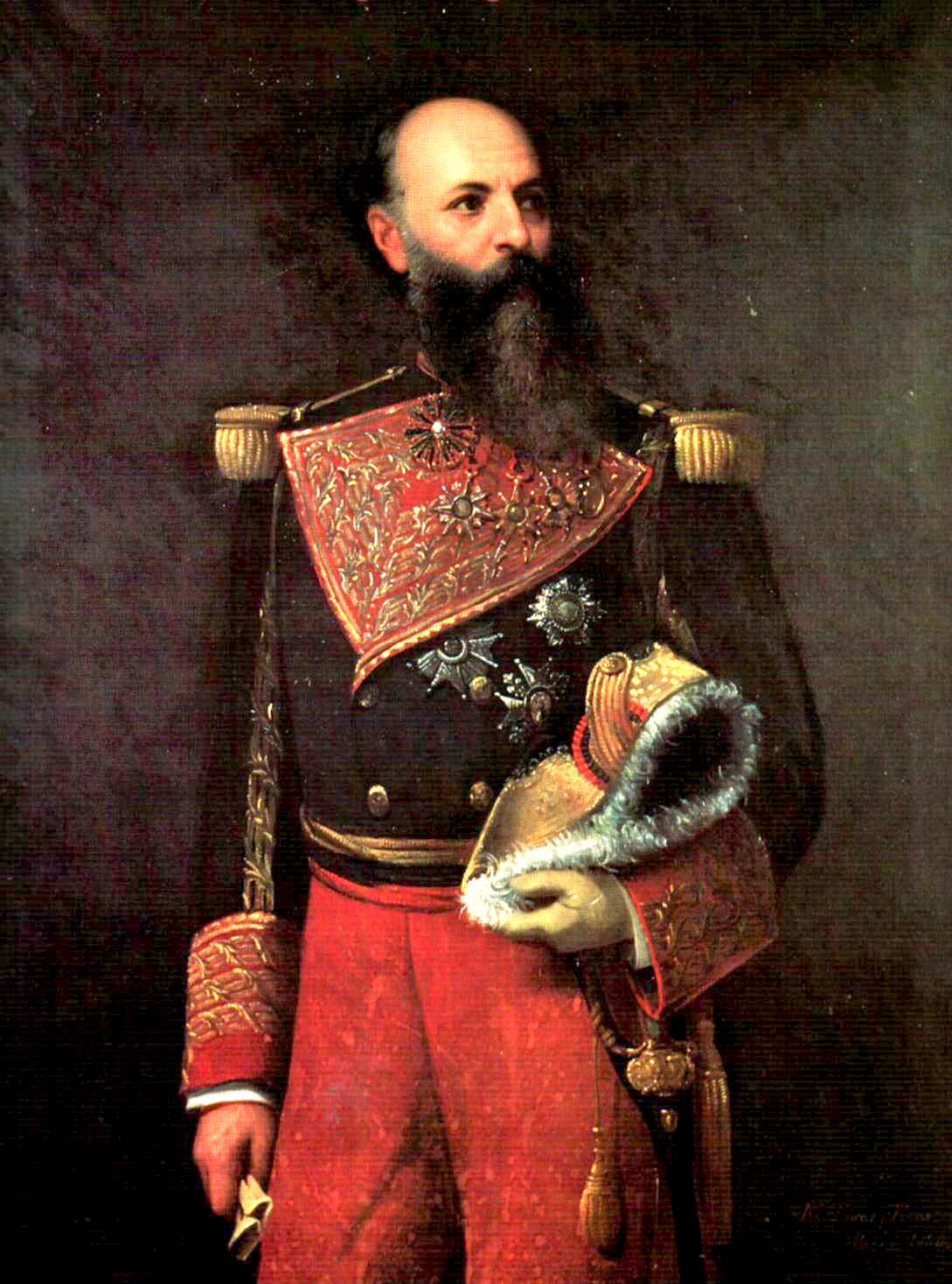
General Antonio Guzmán Blanco, el Ilustre Americano, presidente en los períodos 1870–1877, 1879–1884 y 1886–1888.

Las medidas de Falcón causaron rencor tanto entre los conservadores como en los disidentes de la facción liberal. Ambos bandos se unieron para derrocar al gobierno en 1867 en la llamada Revolución Azul. Un ejército dirigido por Miguel Antonio Rojas se alzó en la región central del país, mientras que el expresidente José Tadeo Monagas se alzó en la región oriental. Por la difícil situación, Falcón delegó el poder en Manuel Ezequiel Bruzual. A mediados de 1868 Rojas rodeó la capital, y firmó el Tratado de Antímano, reconociendo al gobierno y asumiendo el mando militar del país. Los orientales, considerando el tratado como una traición, prosiguieron su campaña hacia Caracas, a la que capturaron en junio de ese año, instaurando el gobierno de los azules, Guillermo Tell Villegas y José Ruperto Monagas.
Antonio Guzmán Blanco, hijo de Antonio Leocadio Guzmán, había luchado en las filas del bando liberal durante la Guerra Federal y luego formó parte del gobierno de Falcón. Luego de iniciado el régimen de los azules, tramó junto con su padre el retorno al poder de los liberales. Al huir por el rechazo de turbas azuzadas por el gobierno, organizó una invasión que logró el apoyo de caudillos regionales federalistas, tales como Joaquín Crespo y Francisco Linares Alcántara. En febrero de 1870 desembarcó en Curamichate y tomó posiciones por el centro-occidente del país mientras engrosaba sus fuerzas. Tomó Caracas en abril de ese año, por lo que su acceso al poder se conoce como la Revolución de Abril.
Por haber vivido varios años en Europa, una vez hecho presidente implementó una serie de medidas tendientes a modernizar el país e instaurar el orden definitivo. En los decretos de ese año, creó el Conservatorio de Bellas Artes, reestructuró la Alta Corte Federal, dictó el Decreto de Instrucción Pública y Obligatoria promoviendo la educación, reorganizó la Universidad Central, hizo del peso venezolano la moneda nacional, fomentó la agricultura, mejoró la infraestructura, e inició una ambiciosa transformación urbanística de Caracas, ciudad a la que según los historiadores se empeñó en darle cualidades parisinas, sin abandonar una tendencia centralista y autoritaria. También combatió los alzamientos en Apure, Guayana y Coro, logrando someter a los caudillos. Inició una promoción del culto a los héroes del pasado, especialmente a Simón Bolívar, como una estrategia para unir el país. Igualmente, debilitó el poder de la Iglesia Católica en Venezuela, al pasar al Estado funciones que tradicionalmente eran realizadas por ésta.

En 1877 viajó a Europa tras pasar el mando a Francisco Linares Alcántara, quien poco después comenzó un movimiento contra Guzmán Blanco. Ello, y la descontinuación de la línea progresista mantenida por su antecesor, provocó la Revolución Reivindicadora que le derrocó en 1879. Tras regresar al país, Guzmán Blanco inició un segundo gobierno en el que designó al bolívar como moneda nacional, y decretó el canto Gloria al Bravo Pueblo como himno nacional, además de continuar las medidas que habían tenido éxito en su anterior período, con la ganadería y el agro recuperándose de la caída en el pasado. Luego de cinco años pasó el mando a Joaquín Crespo. La introducción del positivismo y la creciente oposición del sector estudiantil condujeron al cierre de la universidad por parte del gobierno. Como resultado, el Congreso eligió a Guzmán Blanco para presidir entre 1886 y 1888, quien se retiró en 1887, dejando a Hermógenes López como presidente interino para la transición.

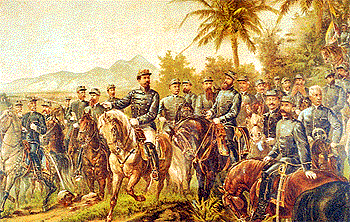
El General Joaquín Crespo y los jefes de la Revolución Legalista, de Arturo Michelena. Crespo fue Presidente de la República en los períodos 1884–1886 y 1892-1898.

Le siguió Juan Pablo Rojas Paúl, quien se alejó de la línea centralista mantenida hasta el momento, creó la Academia Nacional de la Historia, y enfrentó disturbios y alzamientos anti-guzmancistas. En 1890 fue elegido Raimundo Andueza Palacio para el período constitucional de dos años, pero su intento por extender su mandato provocó la Revolución Legalista de 1892 encabezada por Joaquín Crespo, que le derrocó del poder. Crespo asumió la dirigencia como producto del movimiento en octubre de ese año, y aprobó una nueva constitución estableciendo la duración de la presidencia a cuatro años, y el voto directo. Mientras era jefe del país los recursos públicos fueron mal invertidos y se crearon nuevas deudas para el país, pero permaneció popular entre sus soldados. Su candidato a sucesor, Ignacio Andrade, venció en las elecciones de 1897, pero su contrincante José Manuel Hernández, desconoció los resultados acusando fraude, y se rebeló en Queipa, Valencia en 1898. Crespo, al mando de las tropas del gobierno, pereció en la Batalla de la Mata Carmelera, pero el alzamiento fue derrotado. El saldo al final del siglo XIX fue de recesión económica, pero de avances en la cultura, la tecnología y el urbanismo.

## Hegemonía andina

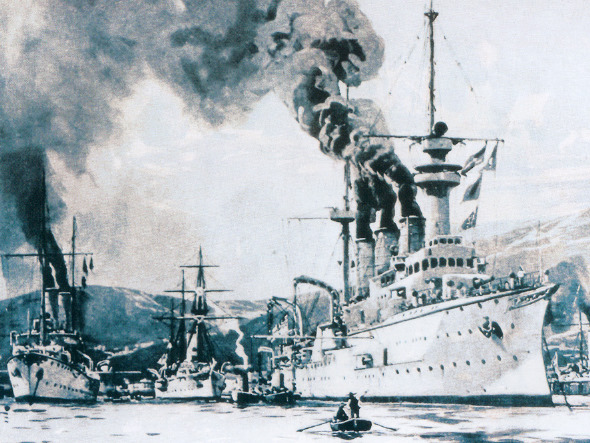
Grabado de Willy Stöwer representando el bloqueo de los puertos venezolanos en 1902.

La Revolución Liberal Restauradora de 1899 organizada por Cipriano Castro y Juan Vicente Gómez hizo huir del país a Ignacio Andrade, llevando al poder a Castro, quien sin embargo, ratificó en sus cargos a algunos ministros del derrotado gobierno, desvirtuando el lema principal de su campaña: «Nuevos hombres, nuevos ideales, nuevos procedimientos». 

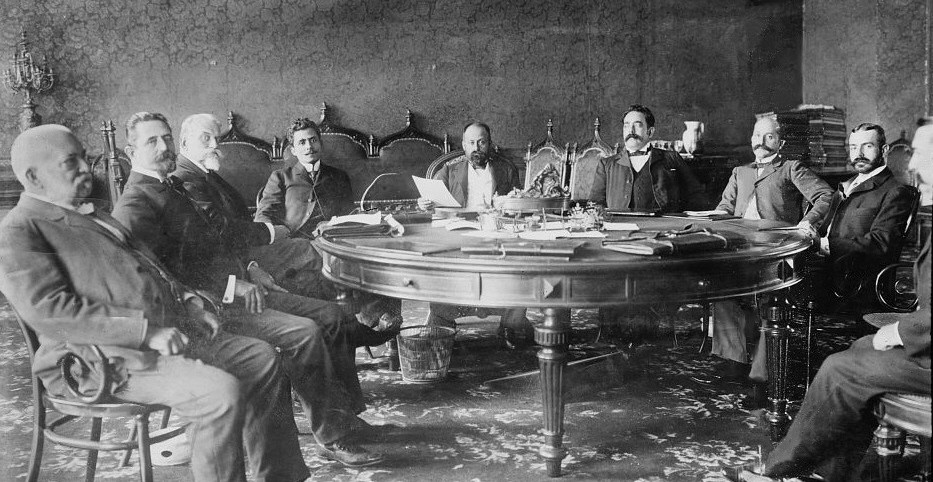
Cipriano Castro, Presidente entre 1899 y 1908, reunido con su gabinete ministerial.

En 1901, la Asamblea Nacional Constituyente lo eligió Presidente y como segundo vicepresidente a Gómez. Al igual que sus predecesores, por su autoritarismo combatió sediciones internas. La más sobresaliente de éstas fue la Revolución Libertadora, liderada por el banquero Manuel Antonio Matos, que culminó con el triunfo de Castro en 1903 tras las batallas de La Victoria y de Ciudad Bolívar, y cerrando el capítulo de las grandes rebeliones caudillistas. Además, su gestión siguió una fuerte línea anti-imperialista contra las grandes potencias extranjeras, negándose a cancelar la deuda nacional con el Reino Unido y Alemania. Debido a esto, debió encarar el bloqueo naval que impusieron estos países.

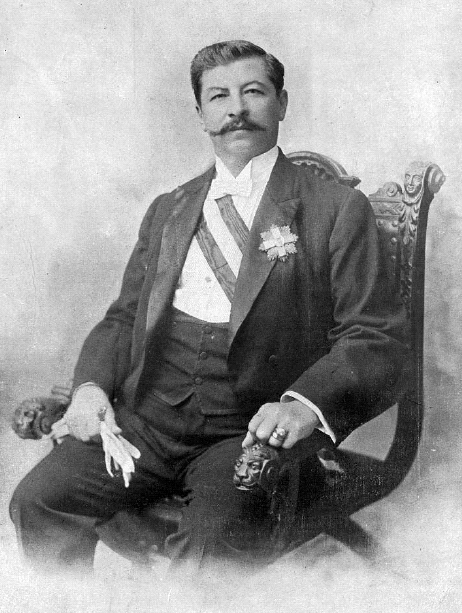
Juan Vicente Gómez, dictador de Venezuela durante 27 años.

Debido a una enfermedad, en noviembre de 1908 Castro se dirigió a París con el propósito de someterse a tratamientos pertinentes. Días después, su vicepresidente y amigo Gómez perpetró un golpe de estado en diciembre de ese año, traicionando a Castro y prohibiendo su regreso a Venezuela. Gómez fue oficialmente presidente desde 1910, cuando el Congreso lo eligió para un término de cuatro años, pero decidió permanecer el poder, y para solventar la crisis posterior suspendió las elecciones. Gómez sería designado como Presidente Constitucional por períodos de siete años establecidos por una nueva constitución, con gobernantes títere presidiendo por poco tiempo y actuando de fachada a Gómez. Fue inmisericordioso tanto con opositores como con todo aquel que le cuestionase. Muchos prisioneros políticos cumplieron su condena realizando trabajos forzados para construir diversas carreteras por todo el país. Para resistir protestas del estudiantado, cerró la Universidad Central de Venezuela durante diez años, con lo cual sumió al país en un atraso educativo.

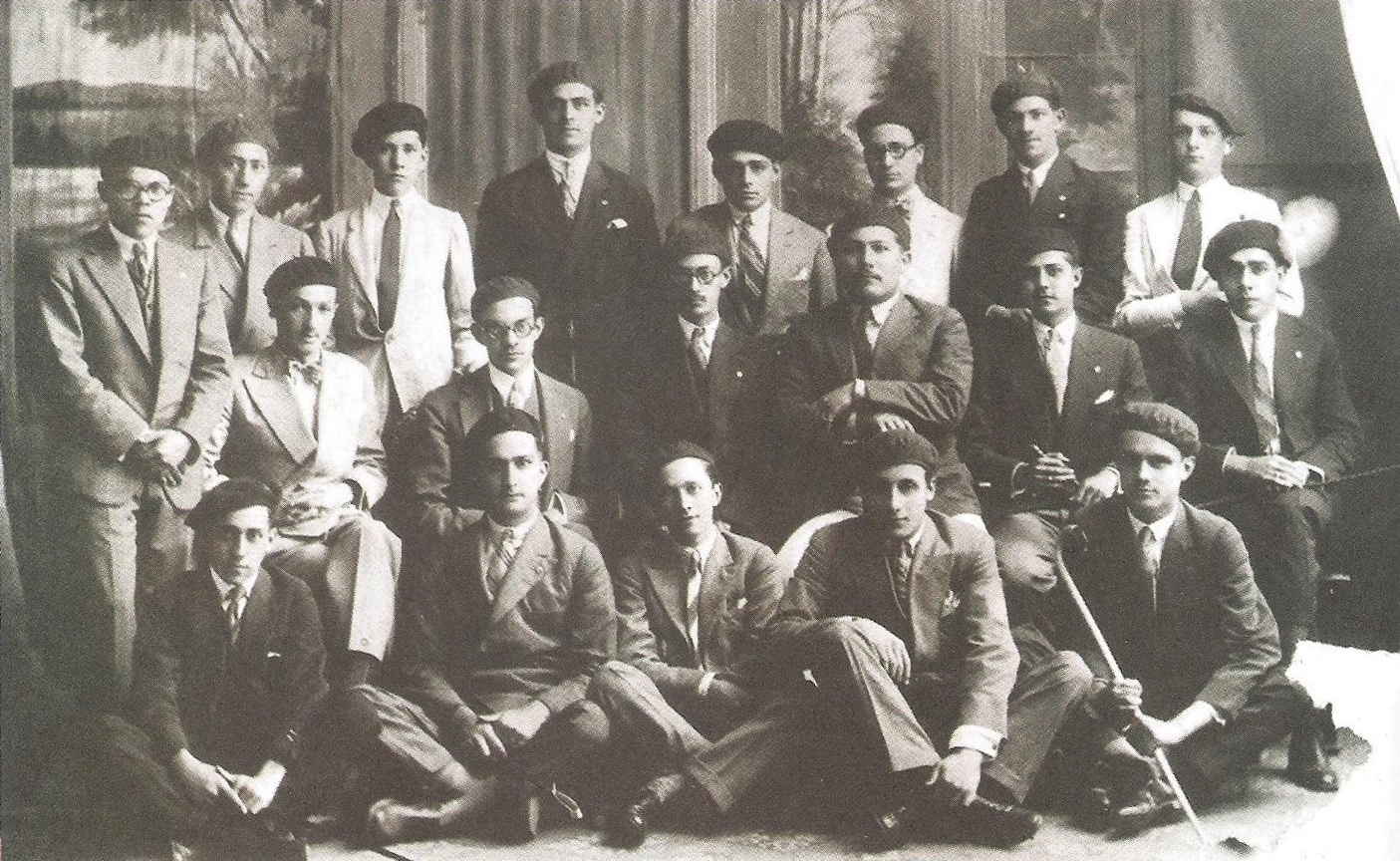
Generación del 28.

También promulgó la primera Ley del Trabajo, creó bancos para obreros y agricultores, inició la explotación petrolera y logró la cancelación de la deuda externa en 1930. El movimiento opositor más recordado de su época fue protagonizada por los estudiantes universitarios en 1928, de donde surgirían nuevos líderes políticos.  En 1929 también tuvo lugar un intento de golpe de estado en los cuarteles de Caracas tras los fallidos alzamientos de los generales, Emilio Arévalo Cedeño y José Rafael Gabaldón, así como la toma de Curazao por Rafael Simón Urbina y la invasión del Falke liderada por Román Delgado Chalbaud. La mayor contribución del general Gómez fue la pacificación definitiva del país, al exterminar a los caudillos importantes y crear la Academia Militar de Venezuela, como base de un Ejército Nacional consolidado. Su régimen es considerado como la dictadura más férrea que ha tenido Venezuela y Latinoamérica.

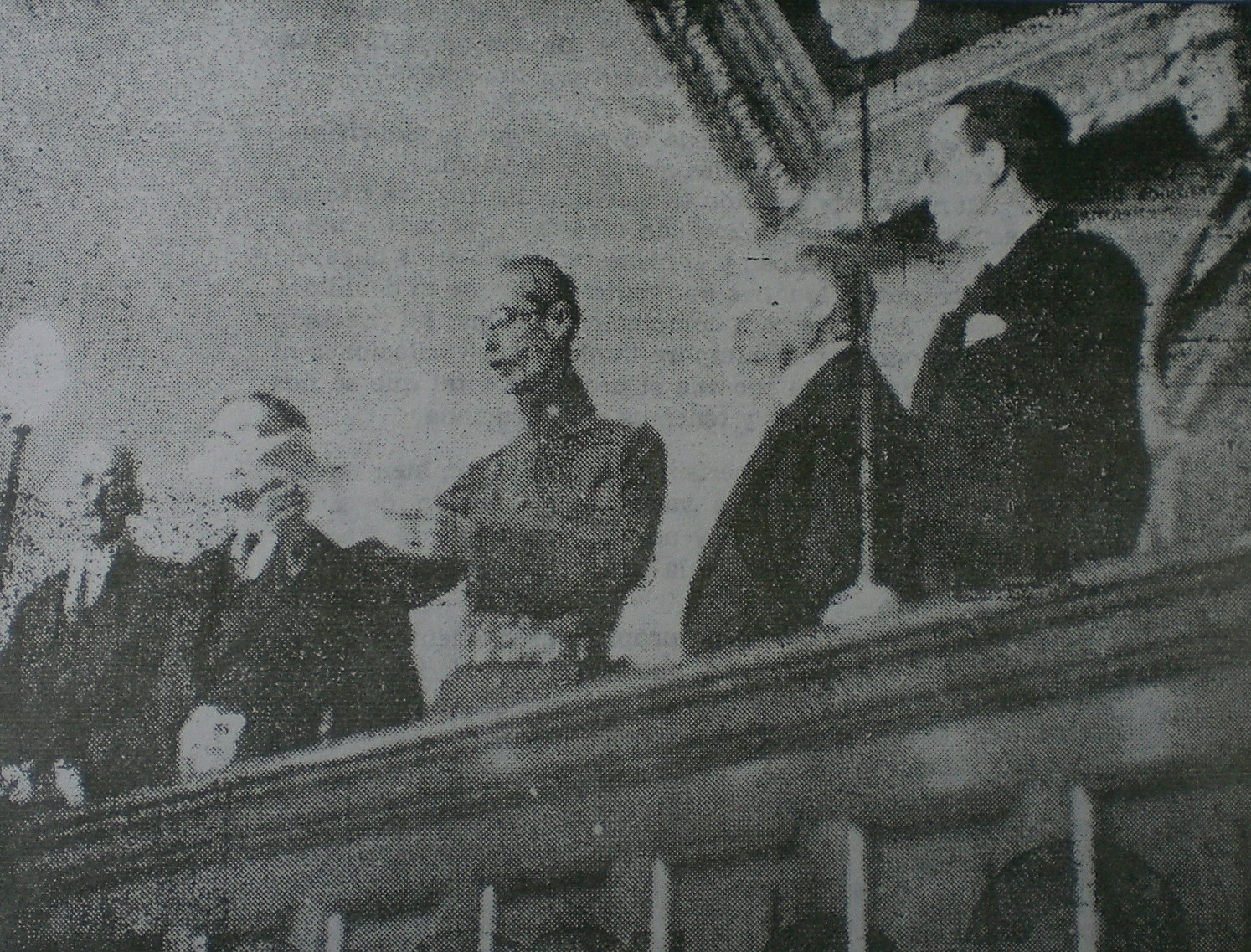
El ministro Eleazar López Contreras presta juramento en su toma de posesión, 1936.

Gómez murió en 1935, y el general Eleazar López Contreras fue designado Encargado de la Presidencia hasta 1936, y luego Presidente Constitucional por siete años. Con él se inicia la transición a la democracia: decreta amnistía para los prisioneros políticos y restablece la libertad de prensa. En los Carnavales de este año una gran manifestación pública frente al Palacio de Miraflores demandando por mayores libertades civiles, a las que López accedió en parte con su Programa de febrero. En julio reformó la constitución, reduciendo el período presidencial de 7 a 5 años, y focalizó sus políticas gubernamentales en la creación de programas asistenciales de salud pública. Además, concretó obras de suma importancia para la nación como la creación de la Guardia Nacional de Venezuela en 1937, la apertura del Museo de Bellas Artes y del Museo de Ciencias en 1938, y la creación del Banco Central de Venezuela en 1940.
Al término de su mandato en abril de 1941, el Congreso designó como Presidente a Isaías Medina Angarita, militar que promulgó una Ley de Hidrocarburos en 1943 que traería más dividendos monetarios al país y restringiría la participación de las empresas multinacionales. En su gestión se decretó la elección directa de los diputados, el sufragio femenino y la legalización de todos los partidos, se permitió el regreso de todos los exiliados políticos y la liberación de la totalidad de los presos políticos. También creó el primer plan de cedulación venezolana en 1944, activó una reforma agraria, e inició la modernización de las ciudades. Apoyó a los aliados en la Segunda Guerra Mundial e intentó la anexión de las Antillas Neerlandesas.

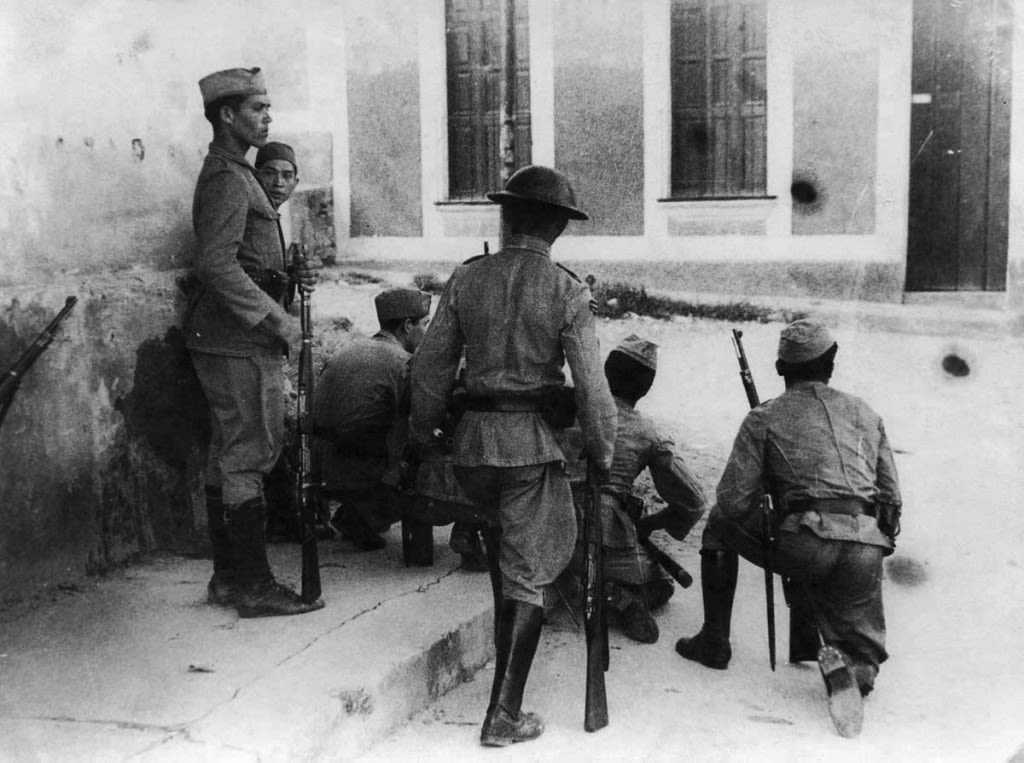
Golpe de Estado en Venezuela de 1945.

El aspecto más negativo fue la firma del Tratado de Límites de 1941 entre Colombia y Venezuela. Aunque continuó con mayor rapidez el camino a la democracia, existían muchos adversarios políticos, como Rómulo Betancourt y su partido Acción Democrática. Desde su seno se fraguó en 1945 un golpe de Estado con ayuda de un grupo de jóvenes militares dirigidos por los Tenientes Coroneles Marcos Pérez Jiménez, Luis Llovera Páez y Carlos Delgado Chalbaud, quienes disentían con el tipo de elección presidencial empleada y con muchas medidas de Medina.

## Dictadura militar
Se instauró entonces una Junta Revolucionaria de Gobierno presidida por Betancourt. iniciando así el Trienio Adeco. En breve tiempo la Junta llamó a comicios libres y directos. El famoso escritor Rómulo Gallegos resultó ser el primer presidente venezolano electo de esta forma, asumiendo en febrero de 1948. A pesar de eso, Gallegos no completó su período debido al golpe de estado del 24 de noviembre de ese año, en el que se hizo con el control del país una Junta Militar integrada por los mismos rebelados de hace tres años, y que derogó la constitución de 1947. De los triunviros, Carlos Delgado Chalbaud era candidato a presidir el país luego de que la Junta Militar convocara a elecciones, pero es secuestrado y asesinado por un grupo liderado por Rafael Simón Urbina y su sobrino Domingo Urbina el 13 de noviembre de 1950. Tras el incidente, Germán Suárez Flamerich fue designado presidente provisional. Aunque no se ha podido confirmar, es creencia popular que el autor intelectual del magnicidio fue Marcos Pérez Jiménez, el segundo triunviro que ejercía como Ministro de Defensa.

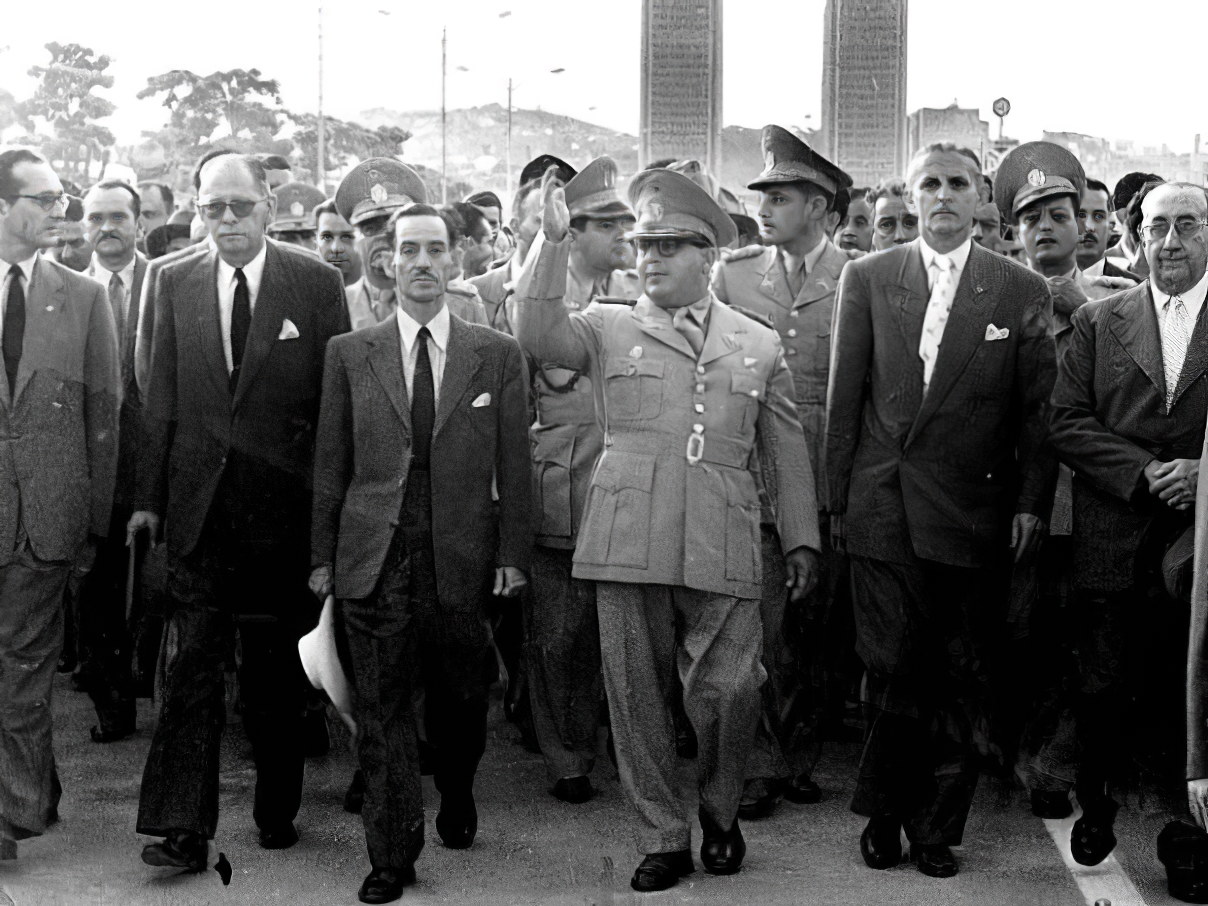
Marcos Pérez Jiménez en la inauguración del Centro Simón Bolívar en 1954

Pérez Jiménez permaneció en tal cartera hasta diciembre de 1952, fecha de las votaciones para una Asamblea Constituyente. Al observar que el partido opositor URD se estaba llevando el mayor porcentaje de votos, el oficialista Frente Electoral Independiente desconoció los resultados y suspendió las elecciones. Dos días más tarde, los poderes de la Junta fueron transferidos en su totalidad a Pérez Jiménez, quien en abril de 1953 es proclamado Presidente Constitucional por cinco años. Su gobierno, que en ese año impulsó una constitución, tuvo el formato de una dictadura personalista que no vaciló en proscribir a la oposición, coartar libertades civiles y censurar sistemáticamente a los medios de comunicación. Su principal organismo policial, la Dirección de Seguridad Nacional en su Sección Político-Social, tuvo la tarea de arrestar a opositores, recluirlos en el Campo de Concentración de Guasina, y también ejecutarlos. Tuvo especial apoyo del gobierno de los Estados Unidos por ser parte de la red de distribución petrolera y por su lucha contra el comunismo. Sin embargo, su régimen también se caracterizó por un progreso en infraestructura sin igual para el país, lo que posteriormente se conocería como la «dictadura desarrollista» de Venezuela. La explosión de la infraestructura visionaria y tecnológicamente puntera, el fomento especial a la inmigración europea que cambió a la sociedad venezolana y la culminación de ambiciosos y emblemáticos proyectos de obras públicas, se enmarcaron como la práctica de una corriente de pensamiento nacionalista denominada el Nuevo Ideal Nacional. A pesar de esto, la antipatía generada por sus actos represivos y sus intenciones de perpetuarse en el poder, incrementó el descontento en su contra.

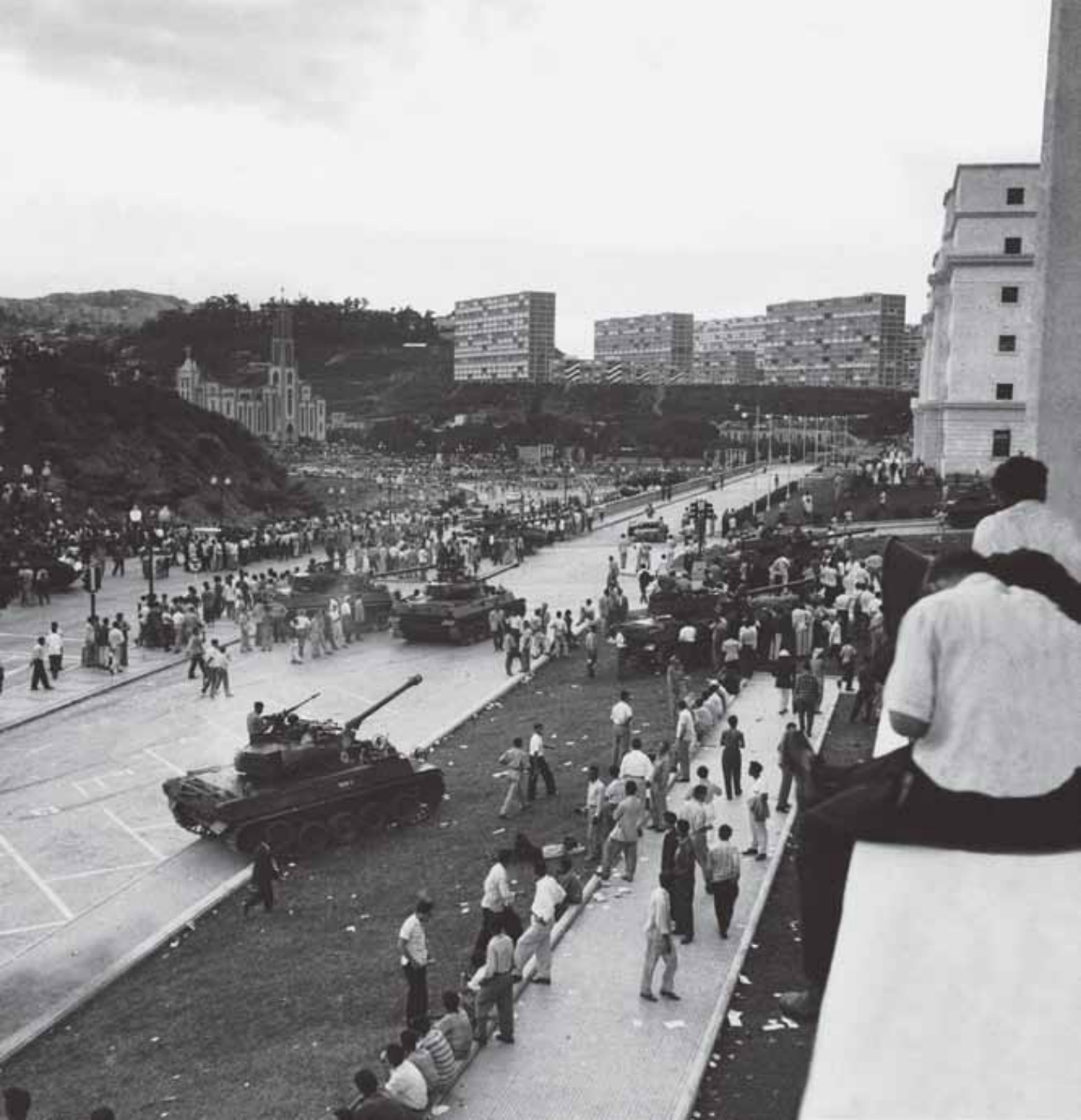
Golpe de Estado en Venezuela de 1958.

En diciembre de 1957 se organizó un plebiscito para definir su permanencia para otro período en el poder. Los boletines oficiales le dieron la victoria, aunque era de sobre entendimiento en la población en general que se trató de un fraude orquestado. Esto produjo un fraccionamiento en las Fuerzas Armadas que lo habían apoyado hasta entonces, y que protagonizó una rebelión fallida en el día de Año Nuevo de 1958. La crisis política que se originó entonces desestabilizó las bases del régimen, concluyendo con su deposición por un movimiento cívico-militar en la madrugada del 23 de enero, lo que le obligó a huir hacia República Dominicana para posteriormente trasladarse a los Estados Unidos junto a su familia. Al día siguiente se organizó una Junta de Gobierno presidida por el contralmirante Wolfgang Larrazábal.

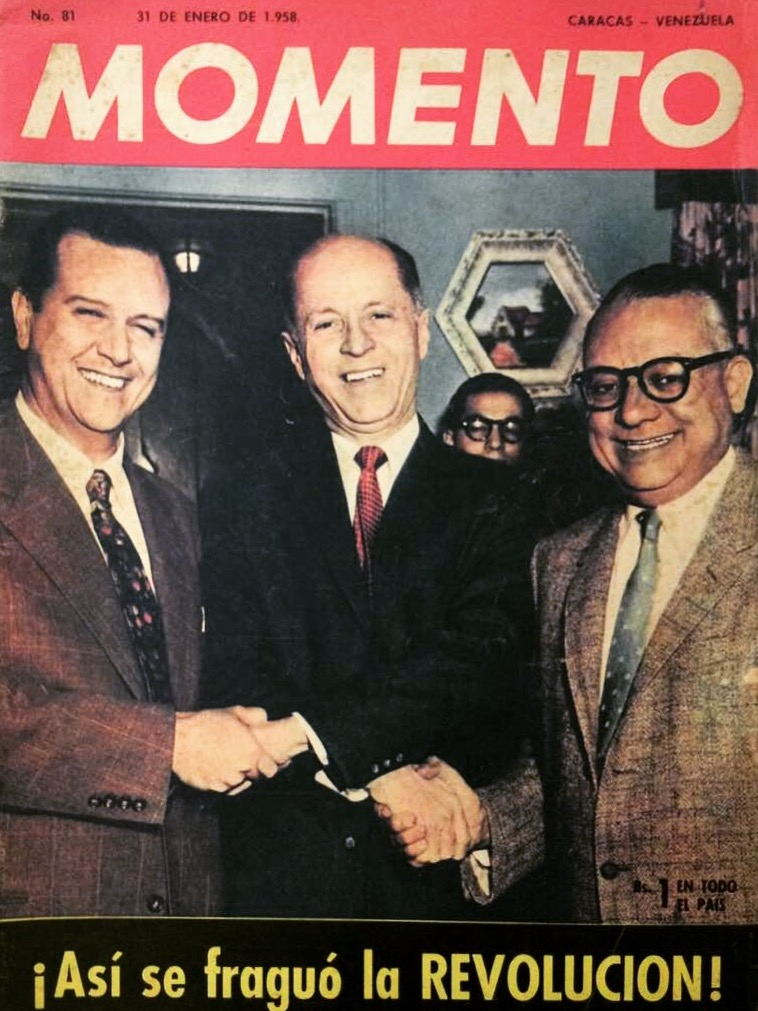
Portada revista momento del 31 de enero de 1958, donde aparecen los líderes políticos Rafael Caldera, Jóvito Villalba y Rómulo Betancourt.

Aunque se llamó a elecciones para ese año, la Junta rechazó varios conatos de golpe por parte de militares perezjimenistas. En octubre se procedió a la firma del Pacto de Puntofijo, que disponía de la alternancia en el poder de los partidos Acción Democrática, COPEI y URD, para encauzar la futura vida política del país y excluyendo a los partidos de izquierda. Larrazábal renunció a la junta en noviembre para participar en los comicios, siendo sustituido por Édgar Sanabria. La elección a Presidente se decantó finalmente por Rómulo Betancourt, quien asumió el cargo en febrero del año siguiente.
Las obras más perdurables de Pérez Jiménez se manifiestan en la construcción de gran parte de la infraestructura vial en el Distrito Federal. La Autopista Caracas-La Guaira, Autopista Tejerías-Valencia, Autopista Francisco Fajardo, el Paseo de los Próceres y otras muchas fueron obras del Gobierno Militar. Una Junta cívico - militar de Gobierno, presidida por el Contralmirante Wolfgang Larrazábal Ugueto se encarga del gobierno de transición hasta las nuevas elecciones presidenciales. Una medida populista de esta Junta de Gobierno, denominada Plan de Emergencia, por la cual se le daba una especie de salario mientras conseguía trabajo a todos los campesinos y obreros que lo solicitaran, dio origen a un masivo éxodo rural que se dirigió a las ciudades, especialmente, a Caracas, lo cual dio origen, a su vez, a una macrocefalia de la capital con respecto al resto del país, y al rápido y descontrolado incremento de las áreas de poblamiento marginal en las barriadas de las principales ciudades.

## Democracia partidaria

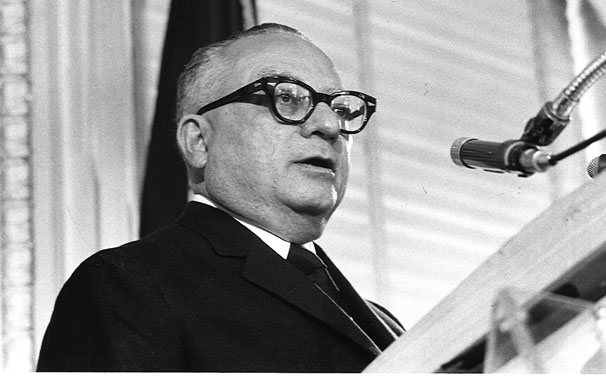
Rómulo Betancourt

### Segundo gobierno de Rómulo Betancourt
La nueva era democrática trajo consigo cambios a nivel político y económico. En su gobierno no se otorgaron más concesiones petroleras a las empresas que operaban en el país, se constituyó la Corporación Venezolana del Petróleo, y se creó la OPEP en 1960, por iniciativa de Juan Pablo Pérez Alfonzo. Paralelamente se adelantó una ley de Reforma Agraria que redistribuiría los terrenos improductivos con el fin de detener el declive de la producción agrícola, debido al boom petrolero. Igualmente, se sancionó una nueva constitución en 1961.

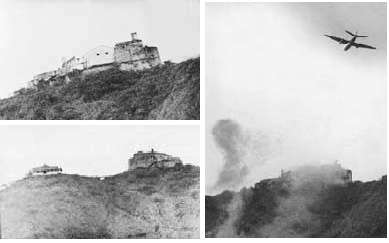
La Fuerza Aérea bombardea el Fortín Solano durante El Porteñazo, en 1962.

El nuevo orden tuvo sus antagonistas. Durante un desfile militar, el presidente Rómulo Betancourt sufrió un atentado planeado por el dictador dominicano Rafael Leónidas Trujillo con el fin de reiniciar la dictadura en Venezuela. Los grupos izquierdistas excluidos del Pacto iniciaron una insurgencia armada, organizados en los focos guerrilleros de las Fuerzas Armadas de Liberación Nacional, auspiciadas por el Partido Comunista. En 1962, intentaron la desestabilización vía los cuerpos militares, protagonizando dos fallidas revueltas, una en Carúpano y otra en Puerto Cabello. Paralelo a esto, Betancourt promovió una doctrina internacional, en la que sólo reconocía a los gobiernos electos por votación popular y rompía con los regímenes dictatoriales, como el de la Cuba comunista.

### Gobierno de Raúl Leoni
En las siguientes elecciones de 1963 resultó electo el médico Raúl Leoni. Su gobierno comenzó con una coalición de partidos a la que se denominó la Amplia Base, integrando a AD, URD y el FND. Aunque su gobierno fue de concordia general y entendimiento entre los sectores de la población, tuvo que lidiar con numerosos ataques de la guerrilla comunista auspiciada por el régimen cubano. De entre estos destaca la invasión a las playas de Machurucuto en mayo de 1967. Viendo que rendía pocos frutos sin llegar a tener apoyo de las clases populares, la mayor parte de los guerrilleros abandonaron la lucha armada por la política electoral en ese año. El gobierno de Leoni también se destacó por la conclusión de obras públicas y el desarrollo cultural.

### Primer gobierno de Rafael Caldera
Rafael Caldera resultó vencedor en los siguientes comicios. Antes de tomar posesión, en 1969, estalló la Rebelión de Rupununi en Guyana, que representó una oportunidad para anexar parte del Esequibo que reclamaba Venezuela. En este contexto, firmó el Protocolo de Puerto España en 1970, congelando las reclamaciones por 12 años. Durante su gobierno pactó la tregua definitiva con la guerrilla y garantizó su integración a la vida política, legalizando el PCV. 

### Primer gobierno de Carlos Andrés Pérez
En 1974 asumió la presidencia Carlos Andrés Pérez. En su gobierno se hizo notable el ingreso de divisas por concepto del petróleo y los altos estándares de vida que adquirió la población, llegándose a la acepción de la Venezuela Saudita, en la que creció aceleradamente el Producto Interno Bruto. En 1975 nacionalizó la industria del hierro, y al año siguiente, la del petróleo, creando la empresa estatal Petróleos de Venezuela (PDVSA). Tanto Caldera como Pérez rompieron parcialmente con la Doctrina Betancourt.

### Gobierno de Luis Herrera Campíns
En 1979, Luis Herrera Campíns es investido como Presidente. Inauguró múltiples instalaciones culturales y deportivas, así como el Metro de Caracas. Aunque los ingresos petroleros siguieron acrecentándose, ello no impidió que el país se endeudara en las finanzas internacionales, forzando el apego a los dictámenes del Fondo Monetario Internacional. En 1983 se produjo la devaluación del bolívar en el llamado Viernes Negro, desatando una fuerte crisis económica. 

### Gobierno de Jaime Lusinchi
En el gobierno de Jaime Lusinchi, se haría poco para contrarrestarla. Los índices de corrupción se vieron incrementados, y la política económica siguió manteniendo la línea rentista. En 1987 debió afrontar la protestas del Marzo Merideño. Por otra parte ese mismo año se vivió el mayor momento de tensión militar internacional en los últimos años, cuando la corbeta colombiana A.R.C. Caldas ingresó clandestinamente en aguas del Golfo de Venezuela. Fue una crisis que se originó en la disputa por la soberanía en dicho golfo entre ambas naciones, y sobre la que no se había alcanzado acuerdo. Los medios hablaban de una posible guerra, pero el conflicto se resolvió por medio del diálogo y el retiro de la corbeta.

### Segundo gobierno de Carlos Andrés Pérez

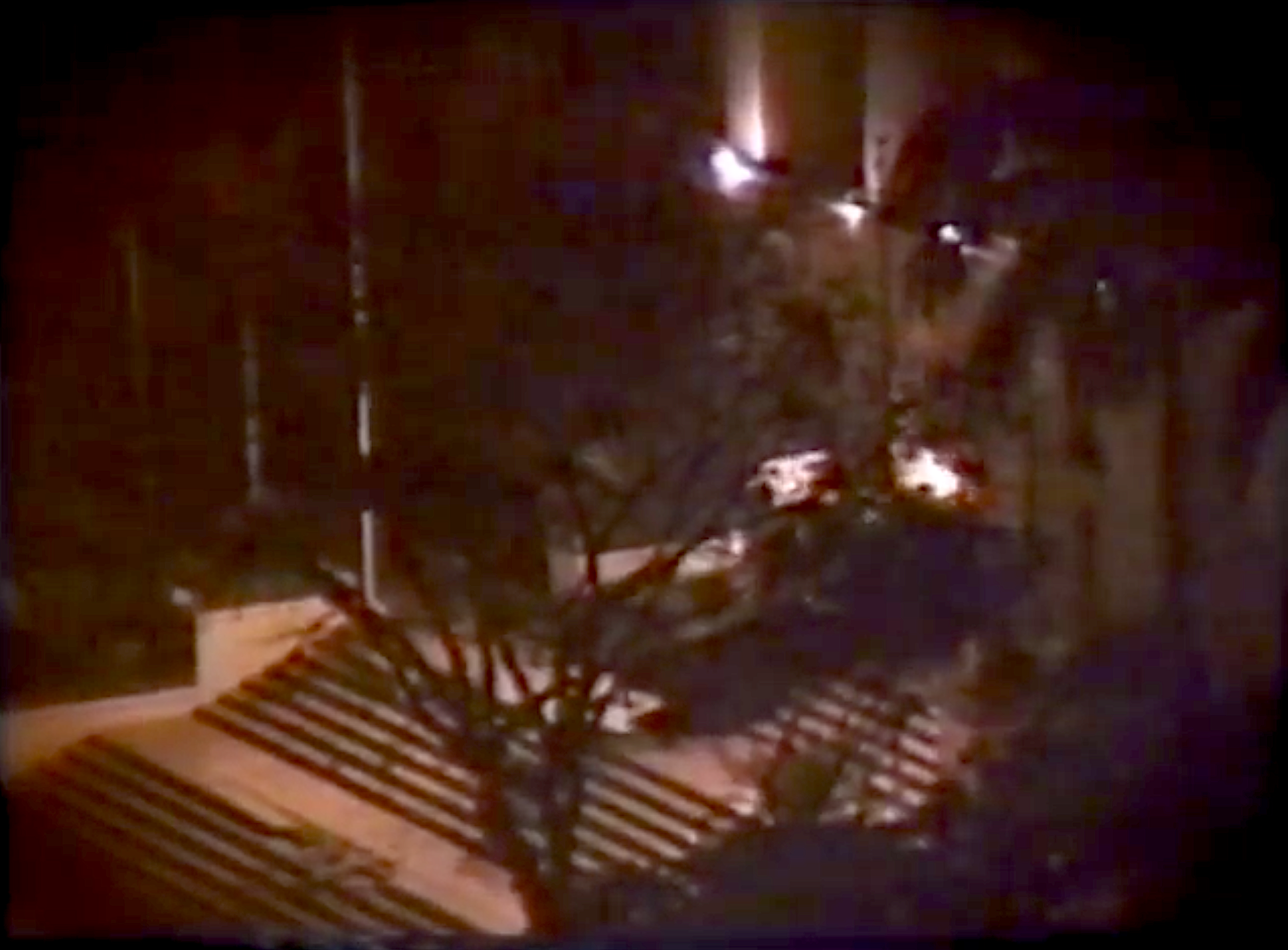
Primer intento de golpe de Estado en Venezuela de 1992.

Carlos Andrés Pérez es nuevamente elegido en 1988. Buscando solventar la crisis, adoptó medidas que originaron grandes protestas como el Caracazo de 1989. Se produjeron dos intentos de golpe de Estado liderados por el teniente coronel Hugo Chávez en febrero y en noviembre de 1992. Pérez fue finalmente destituido por el Congreso en 1993. Octavio Lepage fue Presidente provisional por pocos días, hasta que el historiador y parlamentario Ramón José Velázquez fue designado como interino por el Congreso Nacional.

### Segundo gobierno de Rafael Caldera
Rafael Caldera llega al poder por segunda vez en 1994. Tuvo que manejar una fuerte crisis bancaria en 1994. El derrumbe e intervención de una decena de bancos culminó con la fuga de capitales, provocando también el quiebre de empresas. Para frenar la crisis, inició una política de privatizaciones, pero la grave situación económica continuaría. La situación catalizó el decaimiento de los partidos políticos que habían estado activos desde mediados del siglo XX.

## Revolución bolivariana

### Primer gobierno de Hugo Chávez
Hugo Chávez ganó las elecciones presidenciales de 1998. Fue apoyado por la alianza partidista «Polo Patriótico». Promovió una nueva constitución, la cual se aprobó por referéndum en diciembre de 1999, y que trajo consigo la renovación del Poder Público por una Asamblea Nacional Constituyente conformada en un 95 % por oficialistas, lo cual puso en cuestión la independencia de poderes del Estado en algunos sectores de la sociedad venezolana. Mediante dicho referéndum, Se alargó el periodo presidencial de 5 a 6 años, se definió un nuevo límite de dos términos presidenciales consecutivos y se cambió el nombre oficial del país cambia de «República de Venezuela» a «República Bolivariana de Venezuela», en homenaje al libertador venezolano Simón Bolívar, dando inicio a un proyecto ideológico y social que denominaron Revolución bolivariana.

### Segundo gobierno de Hugo Chávez
En 2001, Chávez promulgó 49 leyes sobre la administración de tierras, gracias a una habilitación de la Asamblea Nacional, en el marco de su plataforma llamada como Revolución bolivariana, generando conflictos con la oposición. Ello desembocó en un paro nacional convocado por la Confederación de Trabajadores de Venezuela (CTV) y por la cámara de empresarios (Fedecámaras).

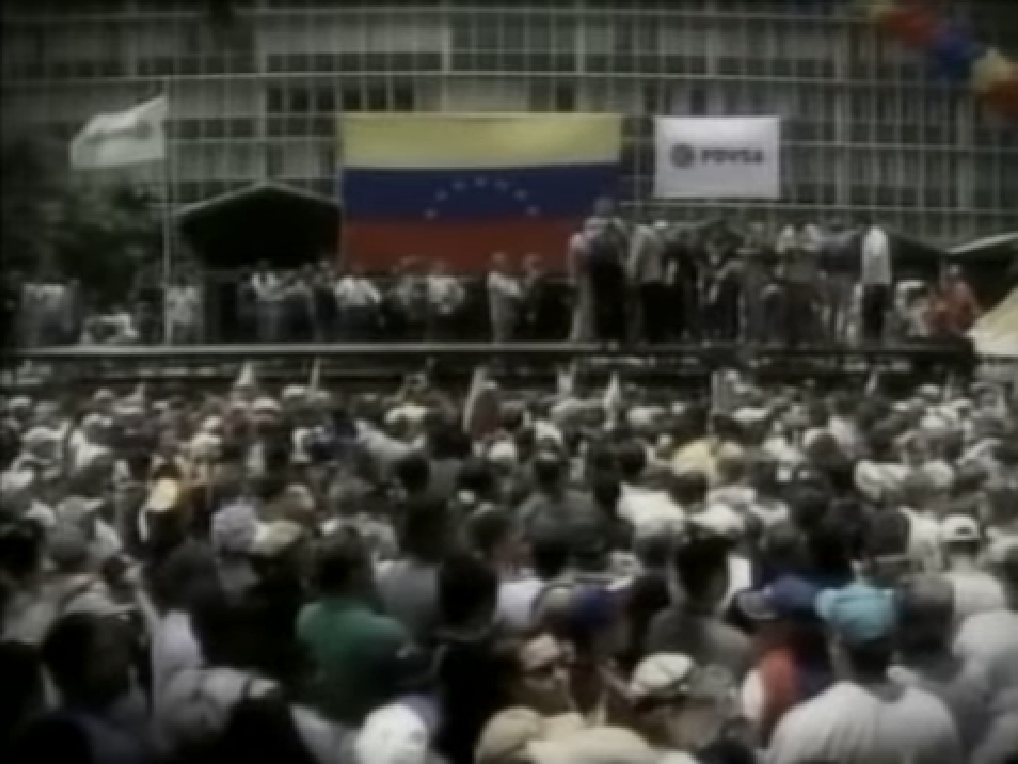
Protestas opositoras del 11 de abril de 2002.

En 2002 comenzaron un gran número de protestas en contra de las 49 leyes. Ese año, tras una masiva manifestación en Caracas, el 11 de abril de 2002 se da lo que se conoce como el Golpe de Estado de 2002. Ante una supuesta renuncia y detención de Chávez, Pedro Carmona, dirigente de Fedecámaras, se autoproclamó Presidente con el apoyo de la CTV y varios partidos políticos de oposición. Según una investigación realizada por Izquierda Unida, el periodista y asesor José Manuel Fernández dice que "Poderosos medios de comunicación, en Venezuela y en el exterior apoyaron directa e indirectamente el golpe". Como primera acción de gobierno, Carmona desintegró todos los poderes constituidos e instauró un gobierno de facto. Esa misma noche Chávez fue restituido, luego de ser rescatado en una acción comando en la isla donde había sido preso.

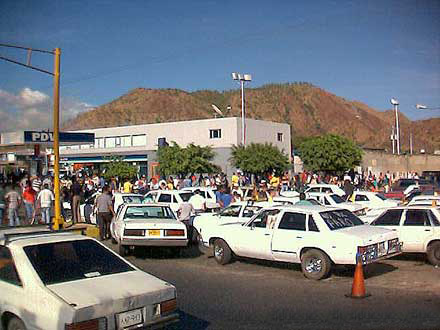
Colas durante el Paro general en Venezuela de 2002.

La oposición organizó luego en diciembre de 2002 un paro general solicitando la renuncia de Chávez, uniéndose a esta muchos trabajadores de Petróleos de Venezuela, ocasionando grandes pérdidas económicas para el país. Se solicitó luego un referéndum revocatorio, realizado finalmente en 2004 y en él, Chávez resultó victorioso.
La gestión de Chávez mantuvo una línea izquierdista que buscaba llevar al país hacia lo que denominó el Socialismo del siglo XXI. Creó programas de ayuda y desarrollo social —Misiones Bolivarianas—. Manifestó desagrado por el imperialismo político-económico que, según sus palabras, gestionó el gobierno de Estados Unidos. A su vez, fortaleció relaciones con antiguos rivales de Estados Unidos, como Rusia, China y Vietnam, o rivales ideológicos, como Cuba, Irán, Bielorrusia y Siria. En 2005, los partidos chavistas consiguieron el control de casi todas las gobernaciones del país y de la Asamblea Nacional, elecciones a las cuales la oposición no acudió alegando «falta de garantías».

### Tercer gobierno de Hugo Chávez

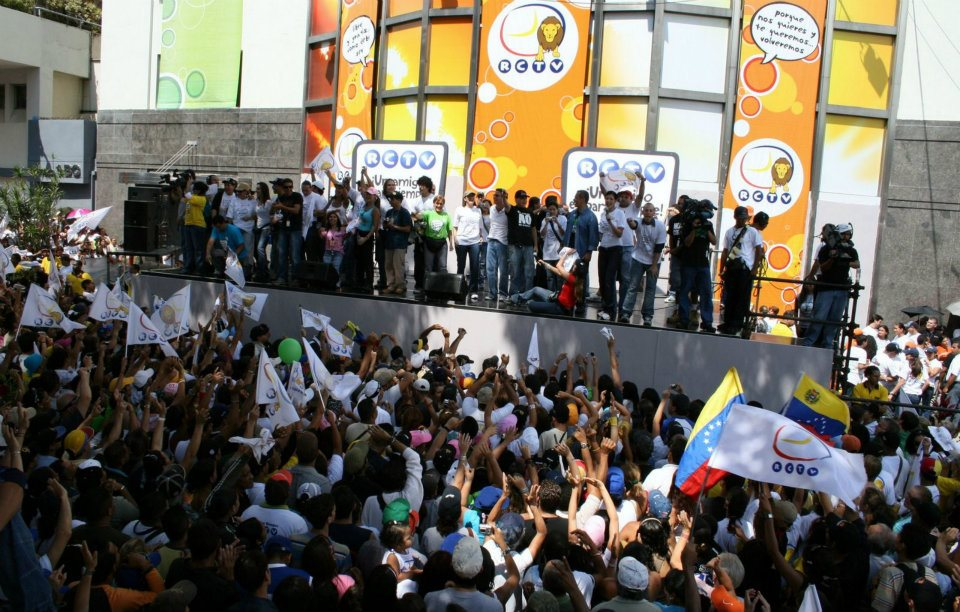
Protestas por el cierre de RCTV.

Las siguientes elecciones presidenciales se realizaron en diciembre de 2006, en las que Chávez fue reelecto frente a Manuel Rosales, su contrincante directo. Anunció luego que impulsaría su proyecto político a través de reformas a la Constitución, incluyendo el control de la Fuerza Armada, nuevos controles económicos y la reelección indefinida. En ese proceso, no se renovó la concesión para señal abierta al canal de televisión RCTV, medida que generó rechazo en parte de la población y que propició la activación del Movimiento estudiantil venezolano. En diciembre de 2007 se celebró un referéndum sobre dichas propuestas, las cuales fueron finalmente rechazadas por el electorado, manteniendo a la Constitución en su versión de 1999.
En noviembre de 2008, se realizaron elecciones regionales, en las cuales el oficialista Partido Socialista Unido de Venezuela obtuvo 17 de las 22 gobernaciones en disputa. La oposición, por su parte obtuvo la gobernación de cinco de los ocho estados más poblados de Venezuela. En febrero de 2009, se realizó un nuevo referéndum sobre una propuesta de enmienda planteada por Hugo Chávez que permitiría levantar los límites a la reelección de todos los cargos de elección popular incluido el presidente de la República, que fue aprobado por el electorado. Este mismo año inicio una serie de cortes eléctricos a causa de la falta de inversión. Se estima que durante su gobierno la deuda pública se multiplicó, la mayor parte de la deuda está sustentada en los bonos Soberanos y bonos PDVSA, otras deudas a convenios con países como China y Rusia y un tercer grupo se debe a pagos pendientes por las expropiaciones de empresas transnacionales, lo que trajo como consecuencia una hiperinflación desde el año 2017.

### Primer gobierno de Nicolás Maduro

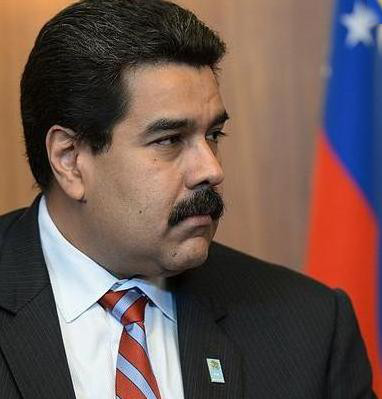
Nicolás Maduro.

Tras el fallecimiento de Hugo Chávez en 2013, el CNE convoca a elecciones presidenciales y es electo presidente Nicolás Maduro.  Durante el mandato de Maduro, que empezó el 19 de abril de 2013 se agudiza la escasez en Venezuela, esta situación se da en productos con precios regulados, como la leche, diversos tipos de carne, pollo, café, arroz, aceite, harina pre-cocida, mantequilla; así como también, productos de primera necesidad como papel higiénico, productos de aseo personal, medicinas para tratar el cáncer, entre otros. Son frecuentes las filas de personas que quieren comprar productos básicos en supermercados y otros negocios. Esta situación ha llevado al gobierno venezolano a impulsar medidas como el "Sistema Biométrico de Abastecimiento".
Para las elecciones parlamentarias del 2015 la oposición obtiene 112 de los 167 diputados de la Asamblea Nacional (56,2 % de los votos), y la primera victoria electoral de peso para la oposición en 17 años.
En febrero de 2016, el presidente Nicolás Maduro, anunció el aumento de la gasolina, quedando en 1 Bs. para la de 91 octanos y en 6 Bs. para la de 95 octanos. Representando un 1328,57 % y 6085,56 % de incremento en el precio que se manejaba desde 1996. De igual forma, el salario mínimo se aumentó a 11.578 Bs. y el CestaTicket se incrementó a 13.275 Bs. Por su parte, el sistema marginal de divididas (SIMADI) pasa a ser sistema complementario flotante, pasando de un dólar a 6,13 Bs., a 10 Bs. A finales de abril, es re-inaugurado el Teleférico Mukumbarí del estado Mérida. De igual forma, la Cervecería Polar paralizó la producción de malta y cerveza en el país, por no importar materia prima para su fabricación debido a la falta de divisas adjudicadas por el gobierno venezolano. Nicolás Maduro, anuncia el aumento del salario mínimo en un 30 % quedando en 15.051 bolívares y el cesta ticket a 3.5 UT ubicándose en 18.585 bolívares. El 1 de mayo del mismo año entra en vigencia el nuevo huso horario del sistema UTC -4:30 horas a UTC -4:00 horas en toda Venezuela.

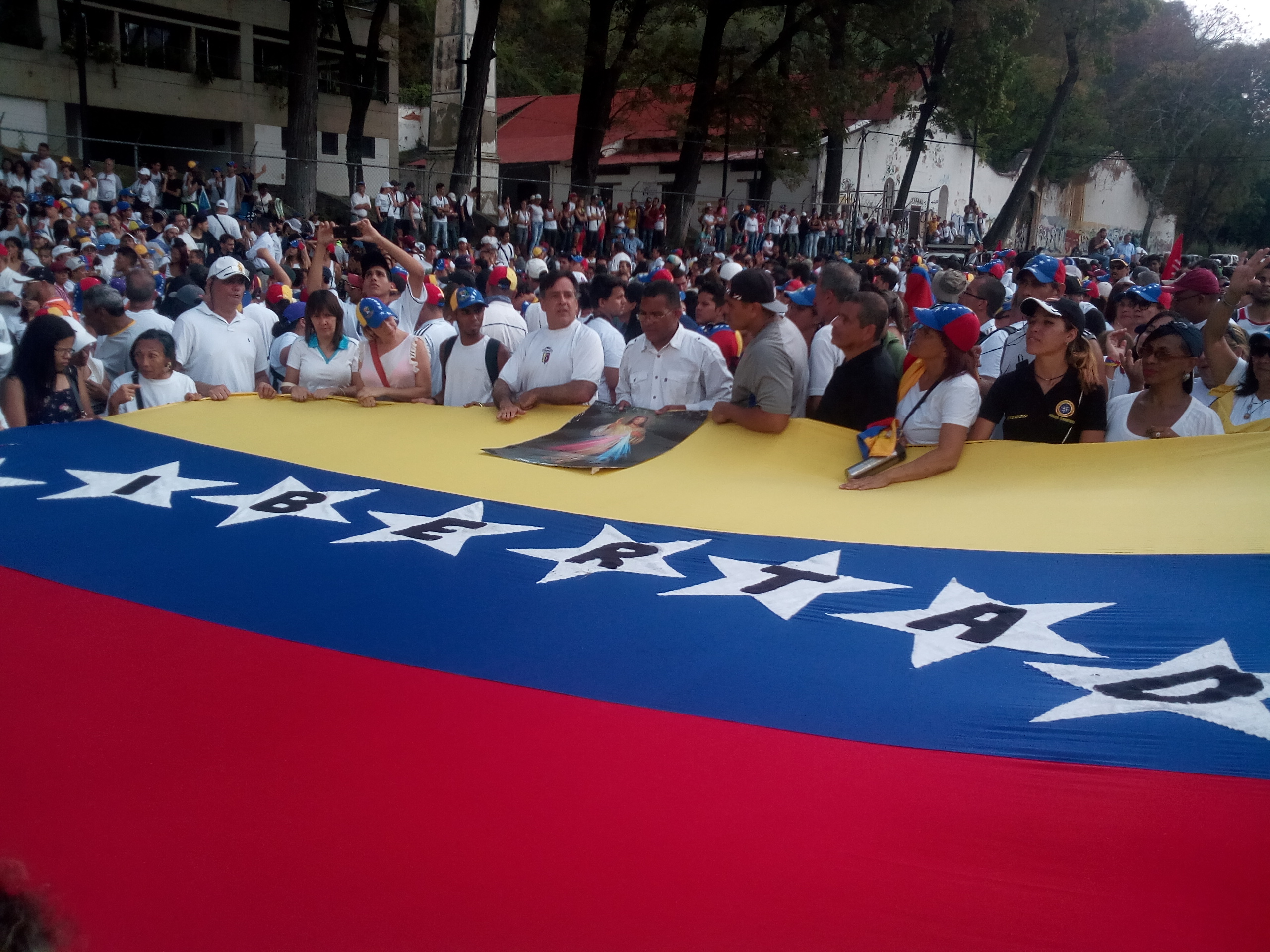
Marcha de oposición en marzo de 2017.

Se realizan fuertes protestas y marchas en contra del gobierno de Nicolás Maduro entre abril y julio de 2017, exigiendo elecciones. Por su parte, Nicolás Maduro anunció llamar a una Asamblea Nacional Constituyente (ANC). Sectores opositores al gobierno rechazaron el anuncio y expresaron inconstitucional la medida. Para el 16 de julio, la oposición al gobierno de Maduro realizó una consulta popular donde 7.535.529 venezolanos rechazan la ANC y da posteas a la Asamblea Nacional (AN) de tomar decisiones. El gobierno desconoció esta consulta. De igual forma, la comunidad internacional manifiestan su descontento y desconocimiento de la ANC, entre los países que se expresaron, están Argentina, Brasil, Colombia, Estados Unidos, entre otros; así como organismos internacionales como la OEA en los cuales plantearon la suspensión de la ANC, por su parte Mercosur, anunció la posibilidad de expulsar a Venezuela de su organismo. Las elecciones de la Asamblea Nacional Constituyente se realizó el 30 de julio, donde el Consejo Nacional Electoral dio a conocer que 8.089.320 personas sufragaron. El mismo día, se reportaron al menos 15 muertos en las protestas que surgieron a raíz del rechazo a la ANC.
En la madrugada del 6 de agosto de 2017, un grupo de militares toman por asalto el Fuerte Paramacay, Municipio Naguanagua del Estado Carabobo, presuntamente comandados por el capitán Juan Caguaripano. En octubre se celebraron elecciones para elegir gobernadores, donde resultaron elegidas 28 del partidos del gobierno, mientras que cuatro fueron ganadas por AD y el estado Zulia, pese haber ganado Guanipa, ante la negativa de juramentarse con la ANC, el consejo legislativo del estado, declaró vació de poder y designó un nuevo gobernador. Para noviembre del mismo año, tras ajustes a los precios de la carne, este rubro comenzó a desaparecer de los locales dedicados a su venta. Después de los anuncios ofrecidos por el presidente Nicolás Maduro, a principios de noviembre de 2017, como el aumento salarial y la introducción del billete de 100 000 bolívares; economistas y medios de comunicación afirmaron que Venezuela, ha iniciado una hiperinflación, tras arrojar el pasado mes de octubre una inflación del 50,6 %.
La Asamblea Nacional Constituyente promueve la Ley contra el Odio, quien para algunos sectores limita la libre expresión dentro del territorio venezolano. Por su parte, desde el exterior se imponen fuertes sanciones económica contra partidarios afectos al gobierno, incluyendo al presidente Nicolás Maduro, por gobiernos como Estados Unidos y Canadá. A finales del año miembros del gobierno y fracciones de la oposición venezolana, realizaron diferentes encuentros con el fin de lograr acuerdos políticos. El 3 de diciembre de 2017, Nicolás Maduro dio a conocer la creación de la criptomoneda "petro", para evitar el bloqueo financiero.
A principio de enero de 2018, ocurrieron saqueos en diversas ciudades de Venezuela.El 15 de enero de 2018 los cuerpos de seguridad del Esyado realizaron la masacre de El Junquito que termino con la muerte del disidente Óscar Alberto Pérez.
El 9 de abril de 2018, desde Colombia el Tribunal Supremo de Justicia venezolano en el exilio dicta prisión preventiva contra el presidente Nicolás Maduro, por corrupción. Tras la crisis, trabajadores del sector petrolero protestan por mejoras salariales, mientras tanto en PDVSA se prohíbe renunciar.
ara el 20 de mayo de 2018, se realizaron elecciones presidenciales dónde resultó elegido nuevamente el presidente Nicolás Maduro, para el período presidencial 2019-2025, con una abstención de casi el 60 % en los centros electorales Evento desconocido por la comunidad internacional y la oposición venezolana. Tras las elecciones, el candidato a las elecciones Henri Falcón, anunció el desconocimiento de los resultados.

### Segundo gobierno de Nicolás Maduro
Para el 10 de enero de 2019, Nicolás Maduro es juramentado como presidente de Venezuela en el Tribunal Supremo de Justicia. Al siguiente día tras un cabildo abierto, Juan Guaidó, presidente de la Asamblea Nacional de Venezuela, anunció que se apegaría a los artículos 333, 350 y 233 de la constitución para, en sus palabras:
"lograr el cese de la usurpación y convocar elecciones libres con la unión del pueblo, FAN y comunidad internacional", 
Recibiendo apoyo de organismos internacionales como la OEA y países de la región, como Argentina, Brasil y Chile; sustentado en el artículo 233 de la Constitución de Venezuela. Juan Guaidó se juramenta el 23 de enero de 2019 en una multitudinaria marcha en la ciudad de Caracas como presidente interino de Venezuela, apegándose al artículo 233 de la constitución de Venezuela recibiendo el posterior respaldo de más de 50 países. Esto genera la Crisis presidencial de Venezuela de 2019. Maduro ordenó cerrar las fronteras e impedir cualquier ingreso. Desde el 23 de febrero de 2019, se realizaron fuertes protestas en las líneas fronterizas con Brasil y Colombia, para permitir la entrada de ayuda humanitaria proveniente principalmente de Estados Unidos, la cual el gobierno venezolano no accedió. Por su parte al menos 160 uniformados pertenecientes a organismos de seguridad desertaron a Colombia y unos 3 a Brasil, desconociendo el gobierno de Nicolás Maduro.
Entre marzo y abril, ocurren masivos apagones a nivel nacional, haciendo crecer las manifestaciones por el suministro eléctrico y la falta de agua. El gobierno anunció racionamientos de luz en todo el país. En la mañana del 30 de abril de 2019, Juan Guaidó junto a Leopoldo López dan anuncio del inicio de la operación Libertad desde las inmediaciones de la Base Aérea La Carlota.
El 2020 fue un año marcado por la Pandemia de COVID-19, donde el primer caso confirmado fue reportado el 13 de marzo por el gobierno, siendo el 21 de marzo dada a conocer la primera muerte como consecuencia de la enfermedad. Entre las acciones adoptadas por el gobierno, se suspendieron las clases y se realizó la llamada "cuarentena radical". También, gran parte del territorio nacional se vio afectado por la escasez de gasolina. El 9 de octubre del mismo año se promueve la Ley Antibloqueo dando poder a Nicolás Maduro, aprobada por la Asamblea Nacional Constituyente, para evadir las sanciones establecidas contra su administración. El 6 de diciembre de ese año fueron realizadas las elecciones parlamentarias que renovarían los escaños de la Asamblea Nacional para la V Legislatura, los resultados brindados por el Consejo Nacional Electoral decretaban como ganador de la mayoría al Gran Polo Patriótico, éstos resultados no fueron reconocidos por la Asamblea Nacional (IV Legislatura), La Unión Europea y diversos órganos internacionales.
Para agosto de 2021, comenzó una nueva reconversión monetaria del Bolívar, denominada "Bolívar digital" la cual consiste en suprimir seis ceros al cono monetario en circulación. En 2023 estallo el Caso PDVSA-Cripto.

### Tercer gobierno de Nicolás Maduro
El 28 de julio de 2024, se realizaron la elecciones presidenciales de Venezuela. En su primer boletín, el Consejo Nacional Electoral declaró a Nicolás Maduro como ganador, con un presunto 51,20 % de los votos, y diciendo que Edmundo González recibió un 44,02 %, justificando el retraso en anunciar los resultados en un «hackeo» del sistema. A pesar del supuesto carácter de irreversibilidad de los resultados anunciados, quedó una brecha de más de dos millones de votos que no fueron adjudicados a ningún candidato en el primer boletín, y que son suficientes para cambiar el resultado de la elección.
La oposición rechazó las cifras, declarando que Edmundo González había ganado con el 70% de los votos de acuerdo con las actas electorales de que disponían. Diversos países, incluyendo a Argentina, Costa Rica, Chile, Ecuador, Estados Unidos, Perú, Uruguay, Guatemala y El Salvador han mostrado su rechazo a los resultados, calificándolos de fraudulentos y señalando irregularidades. Brasil, Colombia y Paraguay esperan que se realice la auditoria del Centro Carter y la Organización de las Naciones Unidas.
Los resultados han provocado una serie de protestas espontáneas que iniciaron el 29 de julio a nivel nacional en rechazo al fraude electoral.
El 12 de agosto de 2024, se crea el Consejo Nacional de Ciberseguridad bajo el decreto n.° 4.975.